# Iglesia de Nuestra Señora del Castillo (Fuente Obejuna)
La iglesia de Nuestra Señora del Castillo es un templo católico ubicado en el municipio andaluz de Fuente Obejuna, en la provincia de Córdoba (España).
Está situada en el centro de la localidad y en su punto más elevado. En su interior destacan sobre todo el retablo mayor, obra del siglo XVI, el retablo de la capilla del Sagrario, que es del mismo periodo, las pinturas murales descubiertas en el siglo XX y realizadas a finales del siglo XV, y la custodia procesional, que según la mayoría de los autores fue labrada por Juan Ruiz el Vandalino, aunque ello no ha podido ser demostrado fehacientemente. Es un templo «espacioso, elegante en sus proporciones y enriquecido notablemente por las pinturas murales y el arte mobiliar».

## Historia

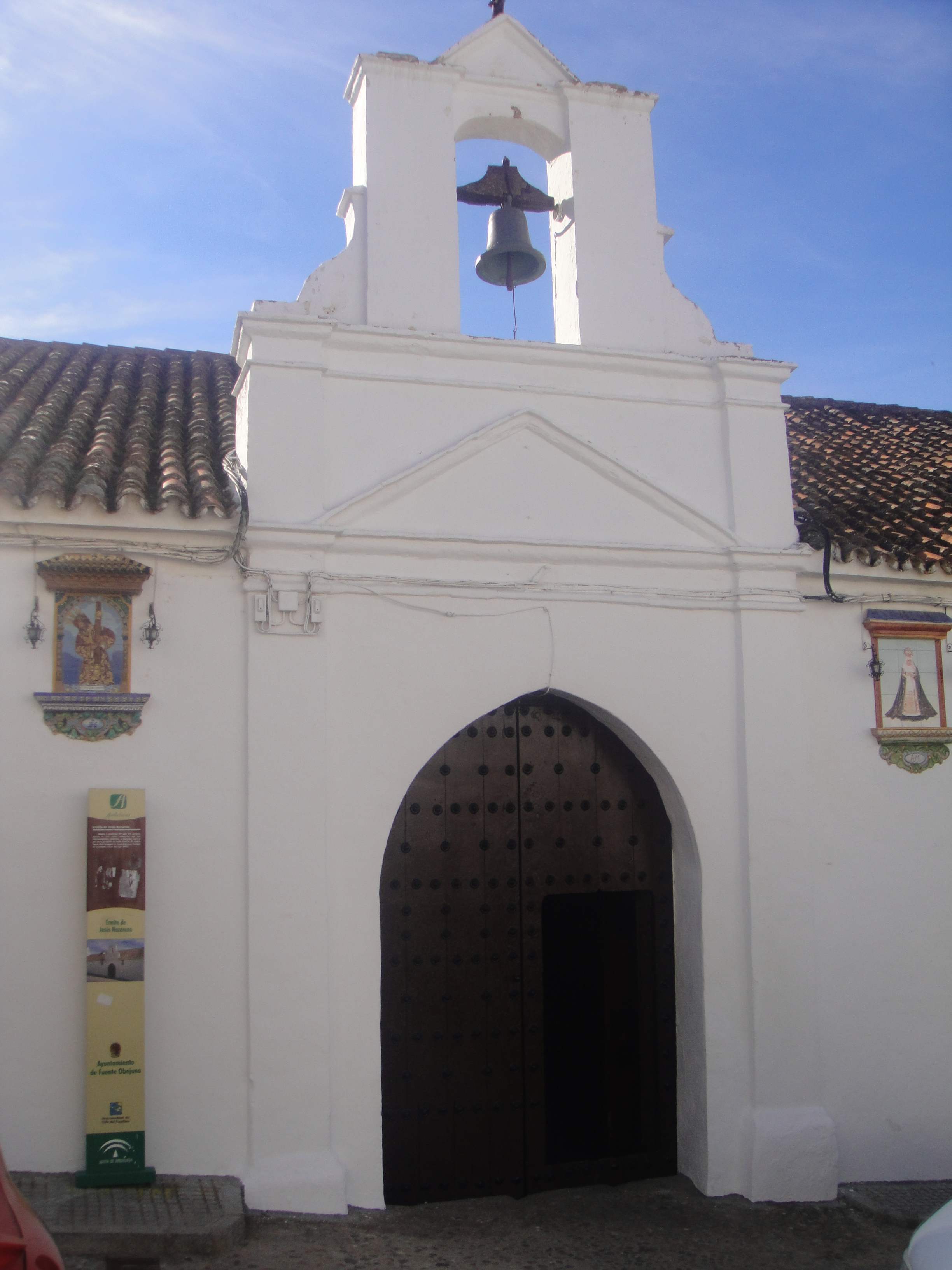
Fachada principal de la ermita de Jesús Nazareno de Fuente Obejuna.

Hay constancia de que ya a finales del siglo XIII o principios del siglo XIV existían en Fuente Obejuna las iglesias de Santa María y de San Miguel, que a finales del siglo XV quedaron unidas cuando se construyó la actual iglesia de Nuestra Señora del Castillo..
La tradición popular afirmaba, al igual que algunos historiadores, como Villamediana, que en el lugar donde hoy se alza la iglesia hubo un castillo, y que en el recinto de este último se hallaba la primitiva parroquia con la advocación de Nuestra Señora del Castillo, aunque no hay pruebas que avalen esa afirmación. En los documentos de los siglos XV y XVI analizados por algunos autores solo se consignó que en el lugar donde hoy se alza esta iglesia se hallaba la «casa o mansión» del comendador mayor asesinado en 1476, pero no que hubiera habido ningún «castillo o fortaleza».   

   
En algunos documentos del Archivo General de Simancas consta que en 1493 las obras ya estaban casi acabadas, y que en 1494, un año después, la obra se dio por concluida en su totalidad y siendo Íñigo Manrique obispo de Córdoba, ya que así consta en un texto de letras góticas descubierto en 1980 y colocado en el arco toral de la iglesia, donde aparece la siguiente inscripción:

ESTA OBRA SE ACABO AÑO DE MCCCCXCIIII AÑOS SEYENDO OBISPO DE CÓRDOBA EL MUY REVERENDO DON IÑIGO MANRRYQUE Y OBRERO ALONSO FERNANDES DE MOLINA VICARIO DE ESTA VILLA LA QUAL OBRA SE ACABO COMPLETAMENTE CON LIMOSNA DESDE CONCEJO.

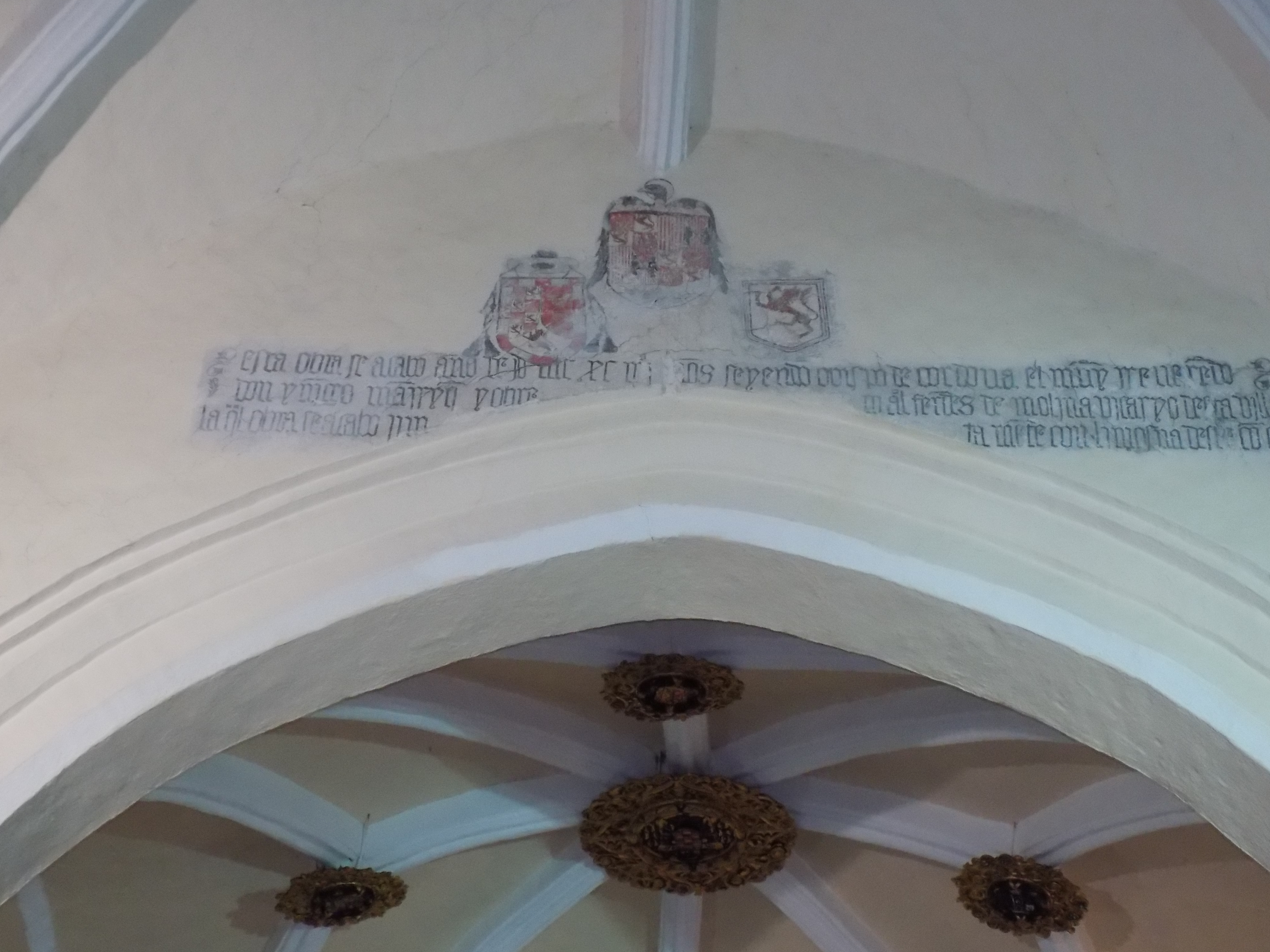
Inscripción gótica sobre la fundación del templo en el arco toral de la iglesia de Nuestra Señora del Castillo.

A mediados del siglo XIX el altar mayor se encontraba, y concretamente desde el año 1805, en el centro del crucero del templo tras haber estado anteriormente ubicado en el «testero de la nave del medio», donde precisamente se hallaba en esa época el coro de la iglesia y un tabernáculo pequeño y de «buen gusto» que «al parecer», según afirmaron Ramírez de las Casas-Deza y Madoz, estaba realizado en madera jaspeada. Y a mediados del siglo XIX Pascual Madoz indicó lo siguiente con respecto al clero de la iglesia, sus libros parroquiales y su tesoro:

Esla igl. parr. está servida por dos curas perpetuos, uno de ellos bicario, de nombramiento de la corona en los 8 meses apostólicos á propuesta en terna del diocesano y de este en los 4 restantes y siempre previa oposición en concurso; dos sacristanes de los que uno hace las veces de sochantre, y un organista de nombramiento del diocesano; un entonador y 4 acólitos que nombran los curas. Sus libros parroquiales empiezan: los de bautismos en el año de 1541; los de matrimonios en el de 1564, y los de difuntos en 1573; poseyendo una preciosa custodia y otras buenas alhajas y ornamentos que le fueron donados por el obispo D. Leopoldo de Austria.

En 1936, durante la guerra civil española, el patrimonio religioso de Fuente Obejuna se vio sensiblemente mermado, y hay constancia de que fueron destruidas «25 tablas y murales de pintura», aunque Rivera Mateos no especificó si todas esas obras pertenecían a esta iglesia, por lo que en la actualidad solo se conserva una pequeña cantidad de las obras pictóricas existentes antes de 1936.

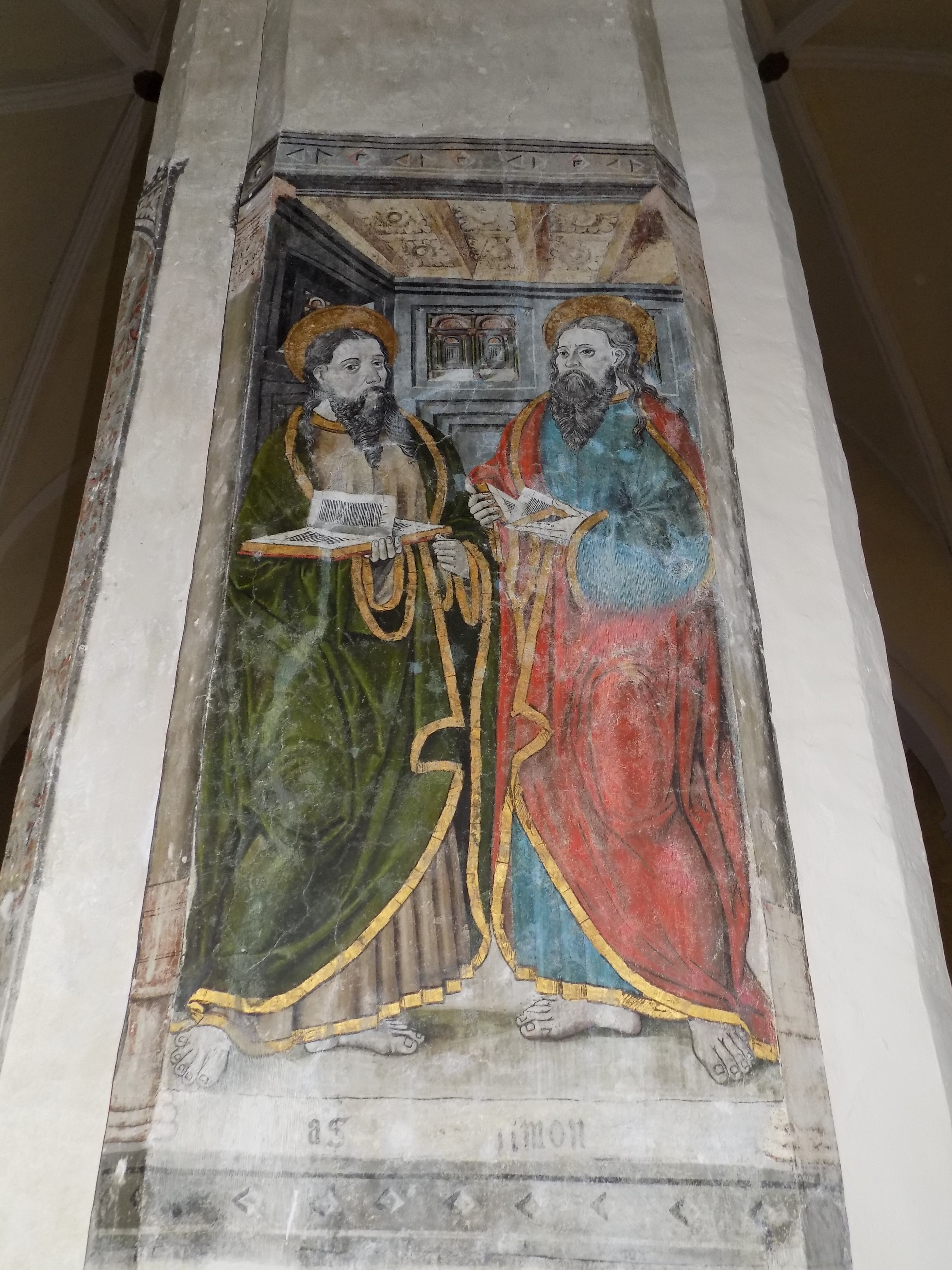
Pintura mural en uno de los pilares de la iglesia de Nuestra Señora del Castillo.

En 1954 se emprendieron obras de restauración en el templo y, además de despojar de óxido las bóvedas, paredes y columnas de la iglesia, los cristales opacos de los ventanales fueron reemplazados por vidrieras con colores que representan a la Virgen María y a los doce Apóstoles realizadas por los padres Paúles de Linares. Entre 1955 y 1956 prosiguieron las reformas en el templo, siendo descubiertas por aquel entonces algunas pinturas murales ocultas bajo gruesas capas de cal, aunque también fue restaurado el techo de la iglesia, se pintaron algunos de sus muros, y numerosas esculturas de santos que se hallaban en la atarazana del templo fueron restauradas y colocadas de nuevo en el mismo, y el mencionado párroco no vaciló a la hora de reemplazar o suprimir algunos elementos desfasados y «poco adecuados» ya para el templo en esa época.
La iglesia actual tiene el rango de parroquia y está precisamente bajo la advocación de Nuestra Señora del Castillo, aunque otros autores afirman que su verdadero nombre es el de Nuestra Señora de la Asunción, que es una advocación muy extendida en la provincia de Córdoba. Y hay constancia de que al menos durante los siglos XVIII, XIX y principios del XX tuvo precisamente ese último nombre, ya que así lo consignaron numerosos autores como Rafael Ramírez de Arellano, Pascual Madoz y Ramírez de las Casas-Deza.
En junio de 1994 también se inauguró el Museo artístico de la parroquia, destinado a preservar y exponer obras de arte, piezas de orfebrería y documentos de singular valor del templo. Y ese mismo año las paredes de la iglesia fueron revestidas, aunque por consejo del eclesiástico e historiador Manuel Nieto Cumplido se decidió preservar la solería primitiva de la iglesia.

## Arquitectura

### Templo, naves y cabecera

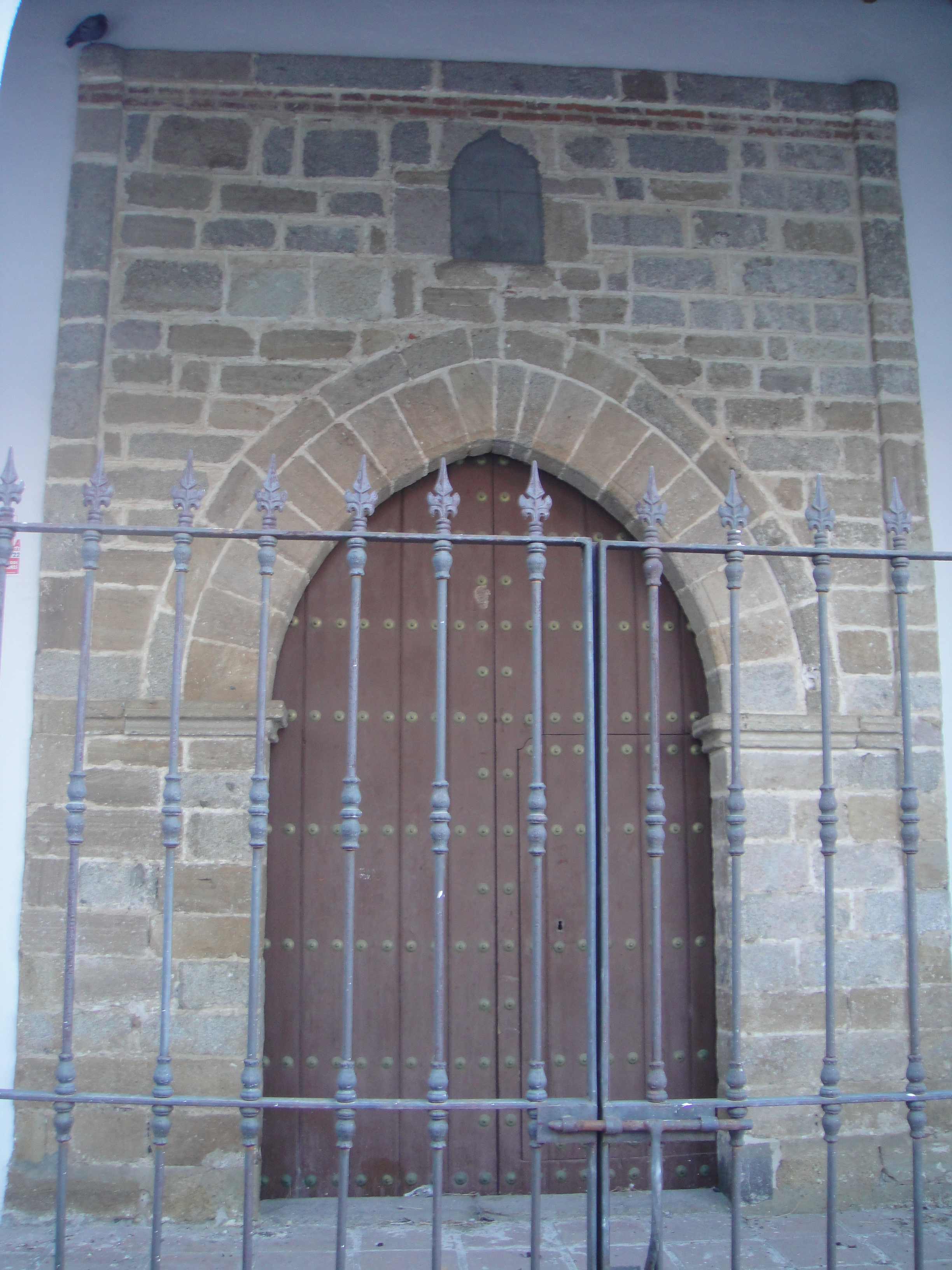
Portada del lado del Evangelio de la iglesia de Ntra. Sra. del Castillo.

Rivera Mateos ya advirtió que el «estilo primitivo» de este templo se ha conservado casi intacto a pesar del transcurso del tiempo, y añadió que aunque apenas ha padecido reformas importantes, sí se vio afectado por la edificación de algunas capillas en las naves laterales del templo, por la construcción del coro alto, que está situado junto a la portada de los pies del templo, y por la reedificación de la torre-campanario, que se llevó a cabo a finales del siglo XIX. Y en 1814, según consta en un documento del archivo de la iglesia, se construyó la casa parroquial que está situada junto al templo.
Aunque es un templo de «modesta» traza arquitectónica y edificado con materiales «pobres», en palabras de diversos autores, es una obra relevante y de gran interés del gótico tardío en la provincia de Córdoba, ya que reúne casi todas las características generales de ese estilo, y Rivera Mateos ya indicó, al igual que otros autores, que tiene numerosas semejanzas con la iglesia de San Mateo de Lucena, que data también de finales del siglo XV. Sin embargo, en la construcción de este templo se aprecia claramente que fue proyectado por algún desconocido maestro de obras «local», ya que así lo corroboran «su traza y su ejecución arquitectónica» . 
Algunos autores aseguran que es muy probable que cuando se decidió levantar este templo, y en un primer momento, solo se aspirara a alzar otro de dimensiones semejantes al anterior, que probablemente tendría planta cuadrada y estaría «abierto hacia el oeste», cumpliendo así una antigua tradición de la Iglesia católica. Y precisamente la actual iglesia de Nuestra Señora del Castillo, como señaló Rivera Mateos, está orientada litúrgicamente, ya que su altar mayor mira hacia oriente y respeta de ese modo la antiquísima tradición que ya fue consignada por el papa San Clemente en sus Constituciones apostólicas. Y sobre esa primitiva iglesia, que posteriormente sería ampliada hasta llegar a la actual
La fachada principal de esa versión primitiva del templo sería la conocida como Puerta del Sol, que es la situada actualmente a sus pies, y tendría tres puertas, aunque las dos de los lados serían más bajas y estrechas que la central, sobre la que había un campanario de estilo mudéjar cuya existencia quedó plenamente corroborada durante la restauración del templo llevada a cabo en 1994 por el arquitecto Rafael Calderón, aunque ya se sabía de su existencia por ciertos testimonios orales que aseguraban que allí había una «fila de arquillos ornamentales de ladrillo cortado» que hasta esa restauración estuvieron cubiertos por una capa de cal.
La cabecera del templo, que carece de crucero, es casi totalmente plana, y junto a la capilla mayor, que está situada en el ábside central, hay dos capillas laterales de menores dimensiones: la capilla del Sagrario en el lado del Evangelio y la capilla de Nuestra Señora del Rosario en el lado de la Epístola. Y ambas son de planta cuadrada interna y externamente y están cubiertas por bóvedas de crucería. Y en el exterior del templo hay varios contrafuertes destinados a contrarrestar el empuje de las bóvedas del mismo.

La capilla mayor también es de planta cuadrada interna y externamente, y está cubierta por una bóveda de terceletes con un único tramo que da paso a una «sencilla forma estrellada», en palabras de Rivera Mateos, y en las claves de la bóveda de la capilla mayor están colocados los escudos de armas de fray Juan Álvarez de Toledo, que fue obispo de Córdoba, de la familia Fernández de Córdoba y del emperador Carlos I de España, Y las paredes del presbiterio son totalmente lisas y están desprovistas de adornos, aunque casi en el centro del mismo hay arcos apuntados en cada uno de sus lados que están cerrados por unas rejas sencillas del siglo XVI.

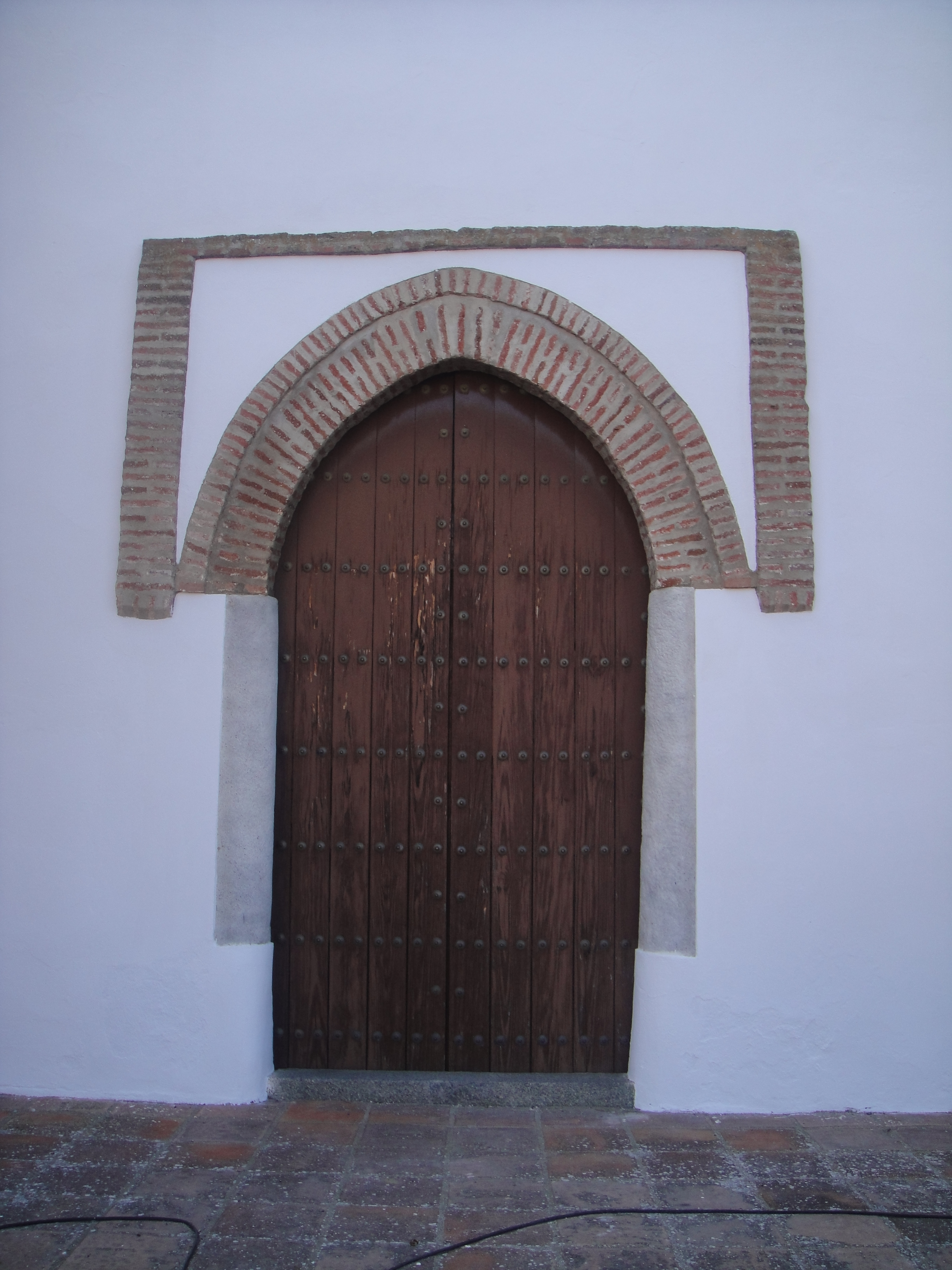
Puerta del Sol de la iglesia de Nuestra Señora del Castillo.

La iglesia está formada por tres naves de siete tramos divididas por pilares de estilo gótico octogonales, irregulares y con un ligero aspecto «cruciforme», sobre los que descansan doce arcos formeros de forma apuntada y colocados en posición paralela con respecto al eje longitudinal de la iglesia, aunque la nave central del templo es superior a las dos laterales en altura y anchura. El templo está cubierto por «sencillas» bóvedas de crucería, por lo que es muy similar a numerosas iglesias cordobesas de nueva planta edificadas a finales del siglo XV, y aunque podría creerse que esta tipología es una mera derivación de las empleadas en las iglesias fernandinas cordobesas, las empleadas en Fuente Obejuna son bóvedas con nervios que en los tramos de la nave central son sexpartitas y en las dos naves laterales de crucería simple.
En los arcos formeros de forma apuntada que separan las naves del templo hay unas impostas que hacen las veces de capiteles y que están colocadas en la parte más elevada de los pilares. Los cuatro arcos de los pies del templo tienen una forma más apuntada que los de la parte de la capilla mayor, ya que, y en palabras de Rivera Mateos, «presentan un perfil de arcos doblados con aristas chaflanadas», y las ménsulas sobre las que descansan las bóvedas de las naves laterales tampoco son idénticas, ya que las colocadas sobre los de la parte de la cabecera del templo son mayores que las que se localizan en los de la parte de los pies de la iglesia.
Los pilares de la iglesia, que son semejantes a algunos de los empleados en el santuario de Nuestra Señora de la Fuensanta de Córdoba, solo están embellecidos con las impostas colocadas en su parte superior y mencionadas anteriormente, y algunos autores señalaron que son precisamente esas impostas las que alteran la continuidad entre arcos y pilares. Sin embargo, los pilares colocados en la cabecera del templo y que soportan el arco toral son superiores en tamaño a los restantes y tienen aristas verticales, mientras que los ocho pilares situados a los pies de la iglesia difieren de los anteriores y presentan en el lado que mira hacia la nave mayor un saliente que se corresponde con los arcos perpiaños que llegan hasta la bóveda.

### Portadas

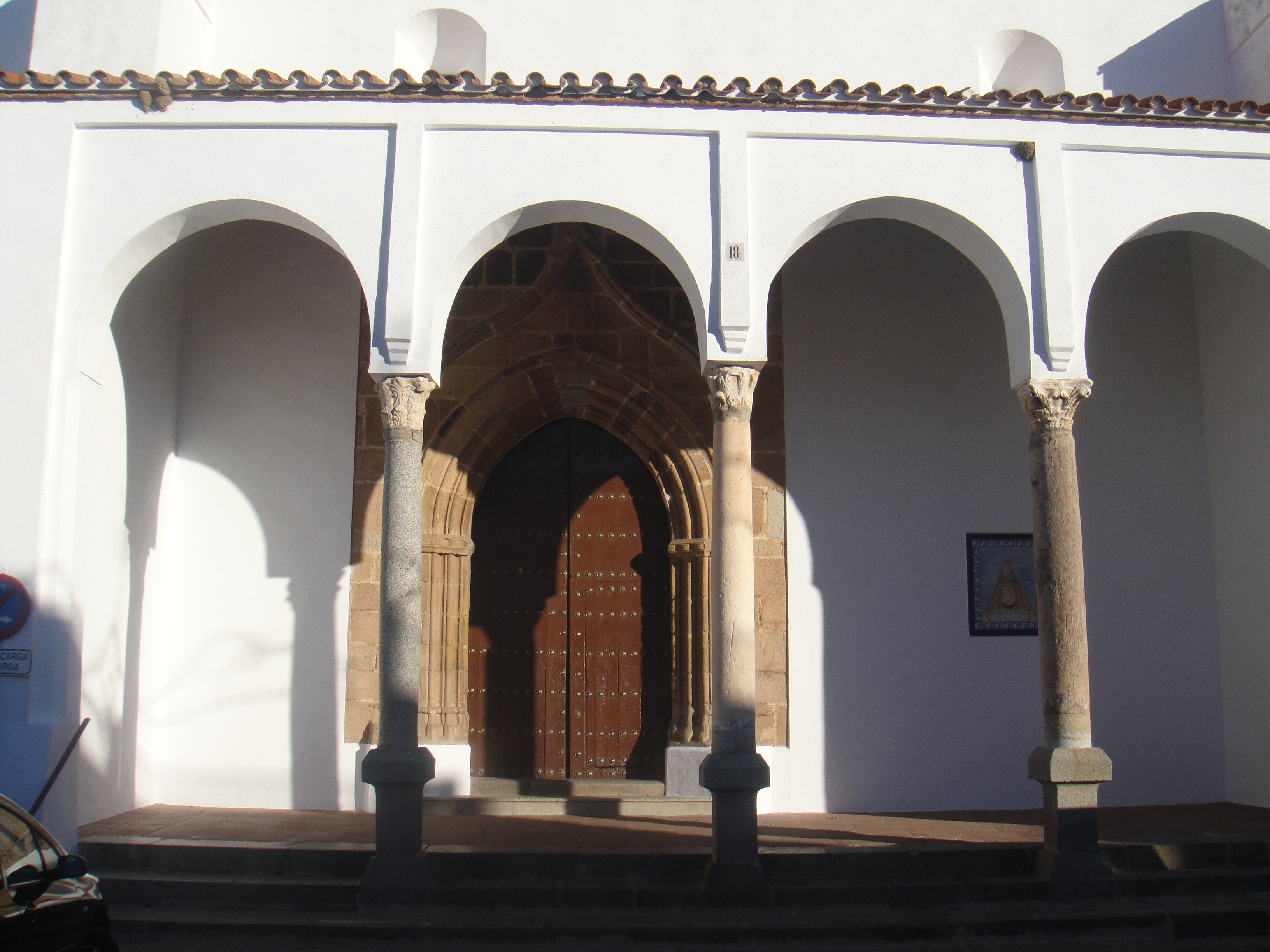
Portada del lado de la Epístola de la iglesia de Nuestra Señora del Castillo.

La portada del lado de la Epístola, que está en el lado sur del templo y «parece» ser contemporánea a este, es en la actualidad la entrada principal al mismo, como indicó Rivera Mateos, aunque otros aseguraron erróneamente en el tomo IV del Catálogo artístico y monumental de la provincia de Córdoba que la portada principal es la situada a los pies de la iglesia. Además, la del lado de la Epístola es también la portada más destacada de todas desde el punto de vista artístico, ya que está formada por un rectángulo de piedra de granito gris rodeado por una moldura de estilo gótico «clara y sencilla» en el que está colocado un arco ojival y abocinado. Y dicho arco está rodeado a su vez por una moldura con forma de arco conopial cuyas ramas se unen en forma de «llaga» y a la «manera ortodoxa», según Rivera Mateos.
Un pórtico construido aproximadamente en la misma época que la iglesia y con cuatro arcos de medio punto que descansan sobre el muro exterior del templo y sobre tres columnas intermedias que se apoyan, a su vez, en «feos pedestales de granito», en palabras de Rivera Mateos, cobija la portada del lado de la Epístola, siendo esos arcos de medio punto peraltados y estando enmarcados por un alfiz o enjutas utilizado frecuentemente en los patios cordobeses de estilo mudéjar. Y Jordano Barbudo señaló que estos pórticos son frecuentes en las ermitas de la provincia de Córdoba, que destacan por estar situados ante la fachada y por abarcarla en su totalidad, y que en algunos edificios «abordan los muros laterales».
 

Las columnas del pórtico proceden de construcciones antiguas, siendo probablemente la central de época musulmana y las dos de los extremos romanas. Y estas últimas posiblemente fueron traídas hasta aquí desde el yacimiento arqueológico del Cerro de Masatrigo, que se halla a unos 10 kilómetros de Fuente Obejuna, y sus fustes son respectivamente, y de derecha a izquierda, de mármol cárdeno, de mármol blanco y de granito gris oscuro. Y los capiteles, que son todos de mármol blanco, datan de distintas épocas, ya que los dos de los extremos son romanos, y el central, que está muy erosionado, probablemente sea de origen visigodo según Rivera Mateos.

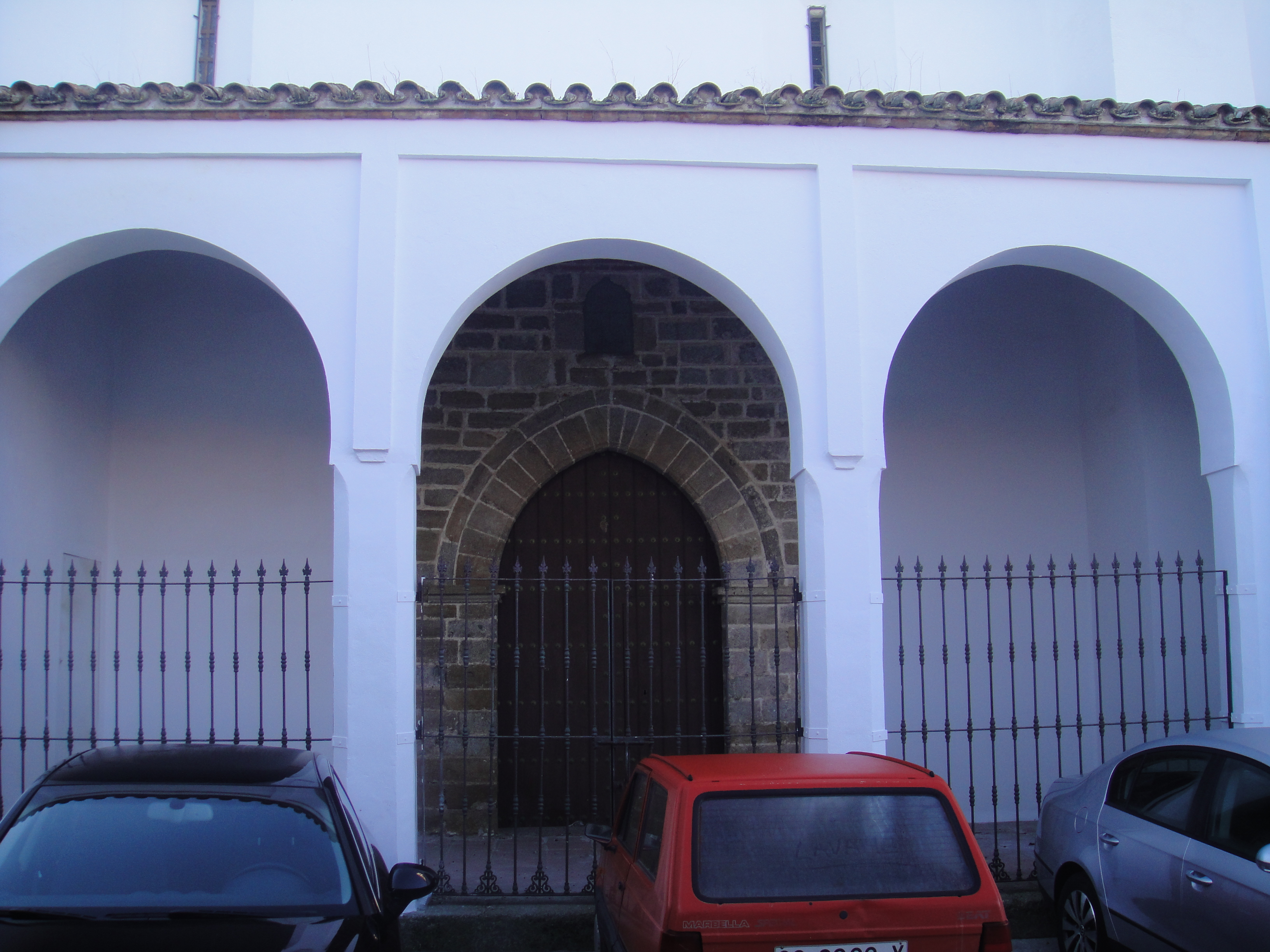
Portada del lado del Evangelio de la iglesia de Nuestra Señora del Castillo.

La portada del lado del Evangelio, que es «bastante sencilla» y que probablemente también fue construida, al igual que anterior, en la misma época que el resto de la iglesia, está cobijada por un pórtico similar al del lado de la Epístola aunque sustentado por tres arcos de medio punto que descansan sobre pilares cuadrangulares edificados con ladrillos. Sin embargo, Rivera Mateos señaló que la portada en sí es obra poco interesante y compuesta simplemente por un rectángulo de piedra enmarcado por unas «sencillas fajas lisas» que tiene forma apuntada y una arquivolta sin adornos y rodeada por molduras, aunque en su parte superior hay una hornacina destinada a albergar alguna escultura que en la actualidad se encuentra desocupada. Además, Rivera Mateos señaló que esta portada está situada junto a un «antiguo» aljibe, y Pascual Madoz y Ramírez de las Casas-Deza aseguraron que en una estancia a la que se accedía desde la nave del Evangelio de la iglesia se hallaba el aljibe del antiguo «castillo», pero otros autores afirmaron simplemente que «se dice» que existe dicho depósito de aguas y que debió formar parte indudablemente del hipotético castillo emplazado aquí.
A los pies de la iglesia y en su muro sur, que alcanza un grosor de unos tres metros, o de dos metros y noventa y cinco centímetros según algunos autores, se halla la conocida como Puerta del Sol, que está formada por un simple arco apuntado con enjuta de ladrillos que en tiempos pasados estuvo oculto por varias capas de cal. Entrando por esta puerta en el templo y en la pared del lado izquierdo hay una lápida empotrada de época romana, y la Puerta del Sol es sustentada por dos fustes romanos, o probablemente de esa época, que hacen las veces de jambas, aunque conviene señalar que está algo desviada hacia el oeste con respecto al eje longitudinal del templo.

### Torre-campanario

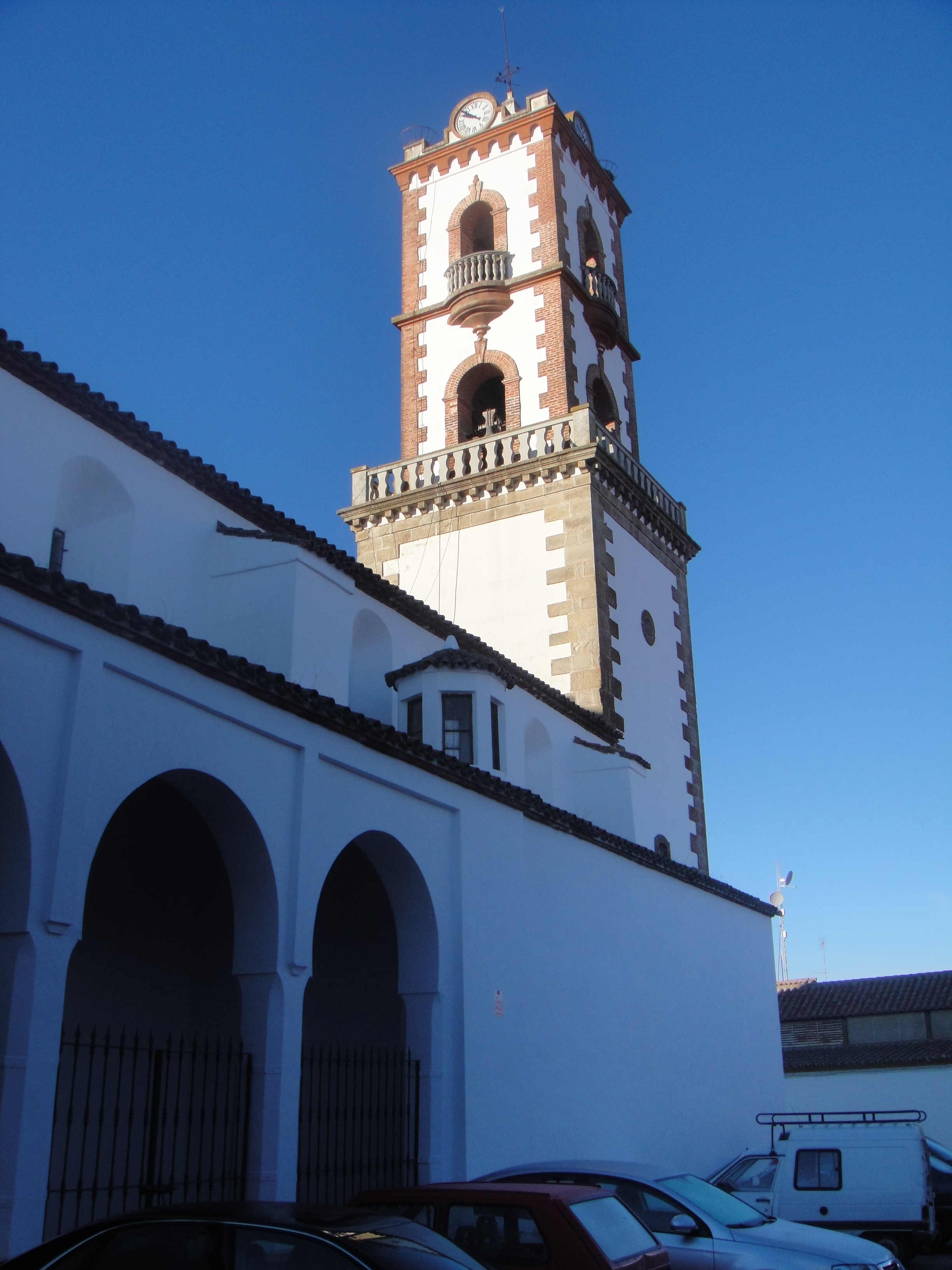
Torre-campanario de la iglesia de Nuestra Señora del Castillo.

La primitiva torre-campanario de estilo mudéjar debió resultar muy deteriorada por el incendio que sufrió en 1810, durante la Guerra de la Independencia, y hay constancia de que en el siglo XIX se derrumbó y de que fue reedificada a finales de esa centuria, según afirmó Ramírez de Arellano, estando formada en la actualidad por dos cuerpos de alturas decrecientes. Sin embargo, Gahete Jurado aseguró que tras el incendio de 1810 los arcos de la primitiva torre mudéjar fueron recortados y sus vanos rellenados a fin de que sirviera de base a la actual torre-campanario, aunque también indicó que es posible que varios arcos de ladrillo de más de cuatro metros de altura descubiertos junto a la fachada norte de la iglesia formaran parte del primitivo campanario mudéjar.
La campana mayor de la iglesia se encontraba inutilizada en la década de 1950 por los bombardeos de la guerra civil, y en 1958 fue fundida una nueva en un taller de Villanueva de la Serena, propiedad de Fernando Villanueva Sáenz, y colocada en el lugar de la anterior, recibiendo el nombre de Santa María. Y por deseo de los habitantes de Fuente Obejuna, en la campana fue colocada la siguiente inscripción en letras mayúsculas:

SANTA MARÍA DEL CASTILLO. PARROQUIA DE FUENTE OVEJUNA. FUNDIDA EL AÑO 1958 † / SIENDO CURA PROPIO Y ARCIPRESTE RVDO. D. MIGUEL CASTILLEJO GORRAIZ. FERNANDO VILLANUEVA SAENZ. FUNDIDOR DE CAMPANAS. VVA. DE LA SERENA. BADAJOZ.

En 1994, al tiempo que se hacían otras grandes reformas en todo el templo, se instaló un sistema eléctrico para hacer funcionar las campanas de la torre-campanario.

## Interior del templo

### Capilla mayor

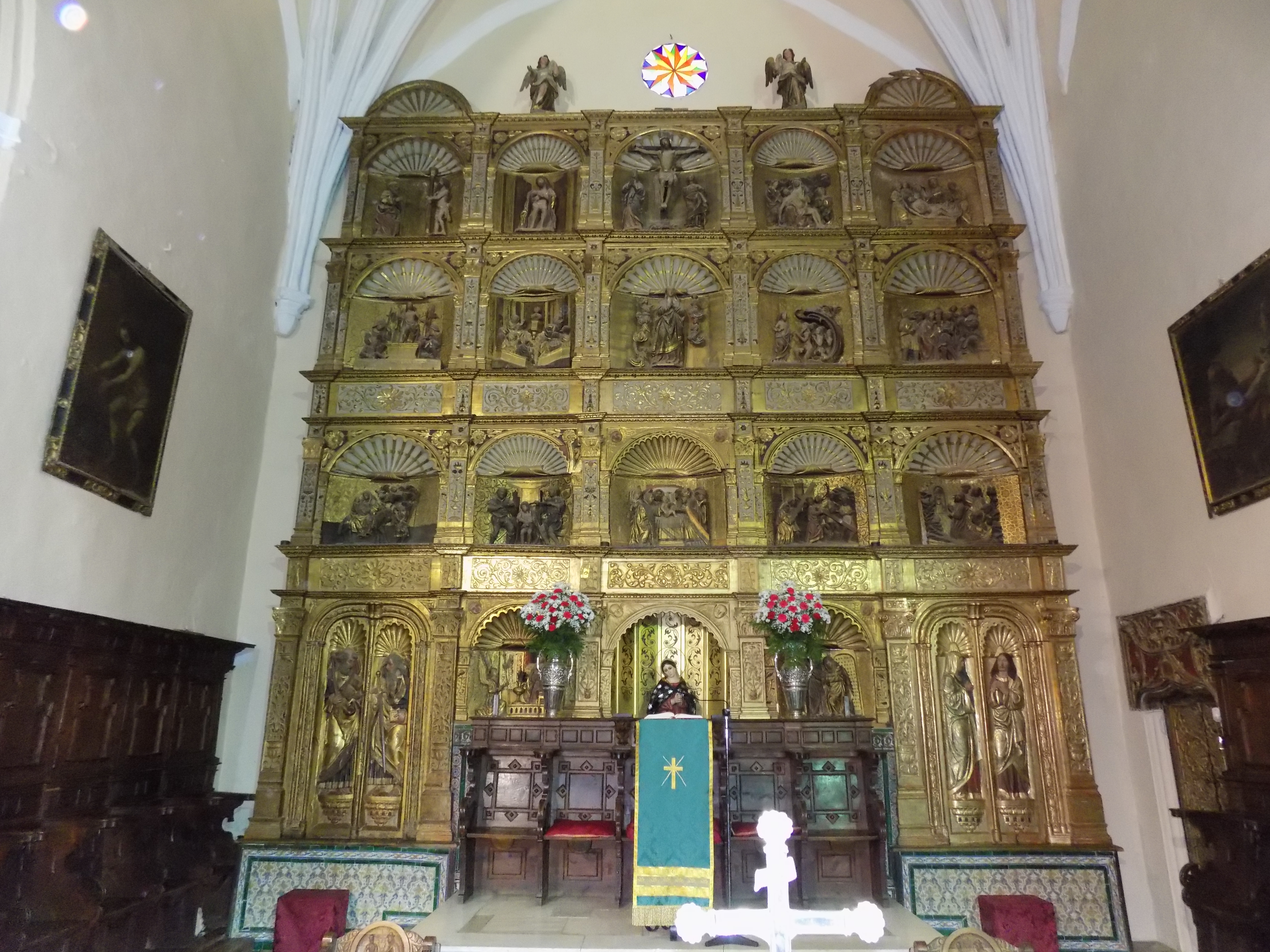
Retablo mayor de la iglesia de Nuestra Señora del Castillo.

En ella se halla el retablo mayor de la iglesia, que es de estilo plateresco y está realizado en madera dorada y policromada. Y aunque se desconoce la fecha exacta en que fue realizado, algunos autores aseguran que podría haber sido tallado en algún momento comprendido entre los años 1523 y 1537, ya que en una de las claves de la bóveda de la capilla mayor está colocado el escudo de armas del obispo fray Juan Álvarez de Toledo, que fue obispo de Córdoba en esos años y que posteriormente llegaría a ser cardenal.
En el remate del retablo se hallan dos ángeles en los extremos y en el centro la imagen de Nuestra Señora del Castillo. Y esta última, que da nombre al templo, es una talla de madera policromada de principios del siglo XIV de tamaño ligeramente inferior al natural que destaca por su «gran naturalismo», como ya advirtieron Nieto Cumplido y Rivera Mateos, ya que se aleja de la rigidez y del hieratismo medievales y tiende hacia una naturalidad destacada en la relación de la Virgen con el Niño Jesús.
También destacan en la capilla mayor los medallones que adornan las claves de su bóveda, ya que presentan «apliques de madera policromada, forma circular, cresterías platerescas y escudos de armas», y como es frecuente en el estilo plateresco, están adornados con delfines, angelitos y candelabros. En el medallón central aparece el escudo del obispo fray Juan Álvarez de Toledo, mencionado anteriormente, y en los otros el del concejo de la ciudad de Córdoba, el del emperador Carlos I de España, y el de la familia Fernández de Córdoba, y aunque hay uno deteriorado y «ahumado», en él aparece una torre y es posible que se trate, como advirtió Rivera Mateos, del antiguo escudo de Fuente Obejuna, que es diferente del actual.

La capilla mayor y su mobiliario han sido reformados y modificados considerablemente a lo largo del tiempo, aunque apenas hay datos sobre ello, pero Rafael Ramírez de Arellano afirmó que anteriormente hubo otro retablo mayor diferente del actual y más sencillo en el que estaba colocado un cuadro de Santa Bárbara que actualmente se encuentra en una capilla situada a los pies del templo. Y a mediados del siglo XIX el altar mayor se encontraba, y concretamente desde el año 1805, en el centro del crucero del templo tras haber estado anteriormente ubicado en el «testero de la nave del medio», donde precisamente se hallaba en esa época el coro de la iglesia y un tabernáculo pequeño y de «buen gusto» que «al parecer», según afirmaron Ramírez de las Casas-Deza y Madoz, estaba realizado en madera jaspeada.

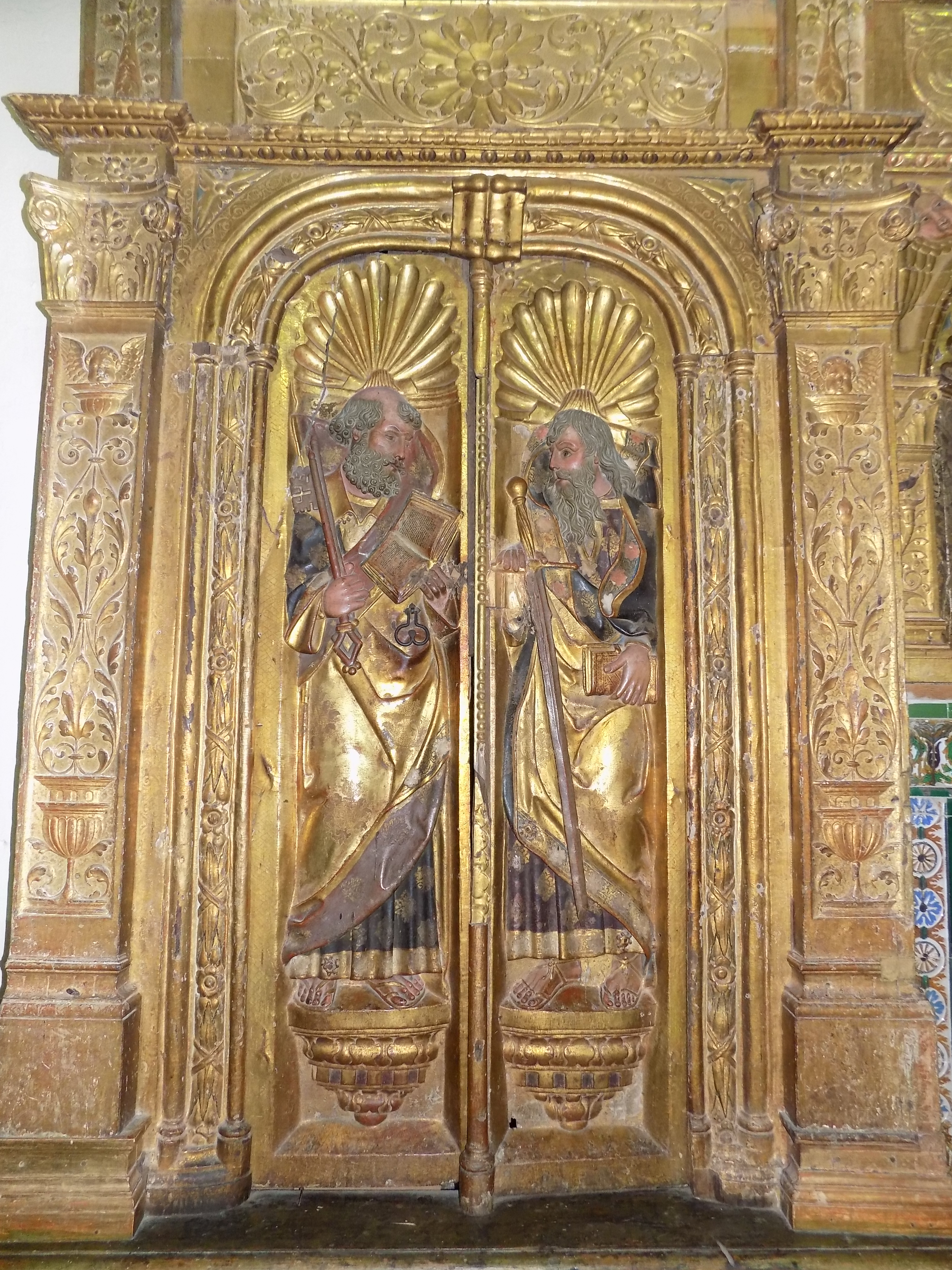
Relieves de los apóstoles San Pedro y San Pablo en el retablo mayor.

En la década de 1950 el sacerdote Miguel Castillejo Gorráiz, que en esos momentos era párroco de esta feligresía, colocó el altar en el centro de la capilla mayor y trasladó el sagrario desde el retablo mayor a la capilla del Sagrario, aunque en el lugar que había ocupado el sagrario, que estaba cobijado en una hornacina de estilo barroco, colocó una imagen de terracota de la Virgen de la Encarnación. Y el mencionado presbítero también adquirió una mesa de altar de granito gris que no concordaba con el resto del mobiliario de la capilla mayor, por lo que posteriormente fue retirada y sustituida por otra de madera de mejor «gusto», en palabras de Rivera Mateos, y más vinculada al estilo del presbiterio. Ángel Luis Cepeda Carmona quien, poco después de ser nombrado párroco de esta iglesia en 1965, adquirió ese altar de piedra que posteriormente fue recubierto de madera debido a las protestas de algunos vecinos, que consideraban que su estilo no concordaba con el resto del presbiterio. Y este también fue remodelado en esa época por dicho párroco contando con el asesoramiento del delegado diocesano de turno.
El párroco Miguel Castillejo también adquirió un púlpito, cuyo coste ascendió a 300.000 pesetas, y unos bancos de madera que fueron emplazados en la capilla mayor, que en aquella época aún estaba rodeada por una reja de hierro, realizados por el escultor Rafael Díaz Peno. Y el mismo párroco compró en esos momentos tres sillones dorados para el mismo lugar que servirían de asiento a los sacerdotes oficiantes, y también bancos para los feligreses que fueron repartidos por todo el templo y cuyo coste individual ascendió a cien pesetas.
Una sillería de madera de finales del siglo XVII procedente del convento de San Francisco de Fuente Obejuna fue colocada en la capilla mayor en la década de 1980, que ha sido descrita por algunos autores como una obra «sobria y elegante» decorada con «temas ornamentales manieristas de tradición arquitectónica». La sillería carece de relieves o figuras, aunque en el asiento destinado al prior de los franciscanos sí los hay, y en dos de las sillas está colocada una inscripción en latín que afirma: «Fecit F. Pus Hiron. Año de 1692», que traducido al castellano viene a decir «Lo hizo Fray Pedro Girón. Año de 1692», aunque los autores del Catálogo artístico y monumental de la provincia de Córdoba expresaron sus dudas sobre si las siglas «Pus» corresponden al nombre de Petrus, que en castellano es traducido como Pedro. Y durante el periodo en que Ángel Luis Cepeda fue párroco de esta iglesia, también se colocó en el presbiterio un ambón de madera tallada que sí concordaba perfectamente con el resto de la sillería.
En el muro del lado de la Epístola de la capilla mayor se halla la puerta que comunica el presbiterio con la sacristía del templo, y conviene señalar que es una obra de madera tallada de estilo mudéjar de finales del siglo XV o principios del siglo XVI adornada con lacerías con forma de estrellas y con unos «centros de florones» y «elementos fitomorfos», como indicó Rivera Mateos, aunque los autores del citado Catálogo artístico, que consideran a esta puerta «como de lo mejor» en estilo mudéjar de la provincia de Córdoba, aseguraron que su realización debe situarse aproximadamente entre los años 1476 y 1494, que fueron los años en que se edificó este templo.

### Las pinturas murales

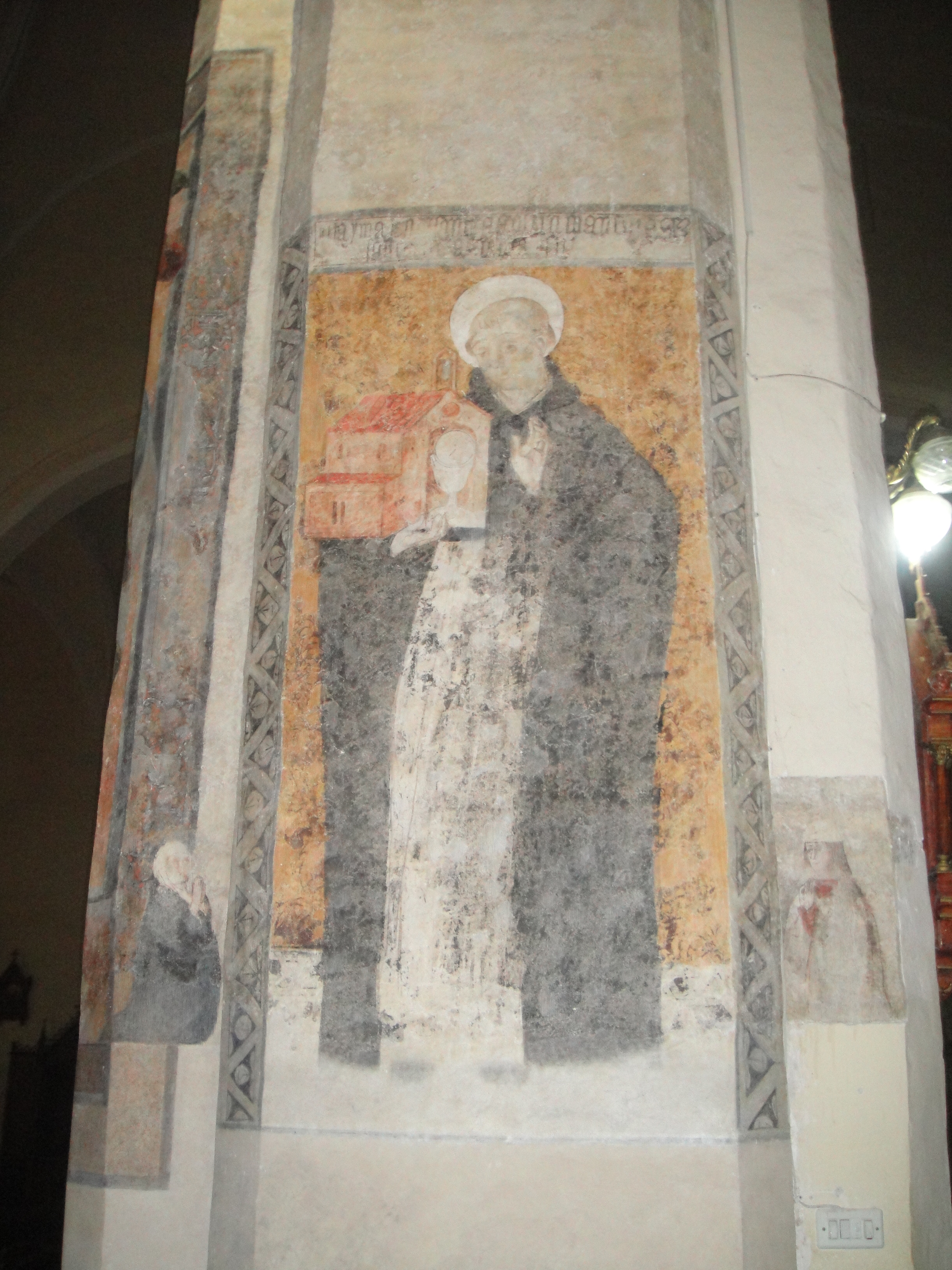
Pintura al fresco que muestra a Santo Tomás de Aquino.

Se encuentran repartidas por algunos de los pilares y bóvedas del templo, y constituyen un notable grupo de pinturas al fresco de finales del siglo XV de estilo hispano-flamenco de la Escuela cordobesa que permiten conocer el primitivo aspecto de este templo, ya que en ellas están presentes algunas de las características de este movimiento, como el empleo de escenarios arquitectónicos de grandes dimensiones, aunque esto es ya un precedente del Renacimiento. Y en los frescos, que no están rigurosamente ordenados, aparecen representadas escenas de diferente temática, ya que algunos están relacionados con la Iglesia, otros con Cristo y la Virgen María y otros con algunos temas de «religiosidad popular», aunque las características más destacadas del conjunto son el tratamiento otorgado a los espacios arquitectónicos, la apariencia majestuosa y solemne de los personajes, la firmeza en el trazo del pincel, y la excelente «calidad» de los dibujos.
De la inscripción colocada en el arco toral de esta iglesia sobre la finalización de las obras en el templo, que fue mencionada anteriormente, se deduce que estas pinturas debieron ser realizadas antes de 1494. Y fueron descubiertas casualmente en 1956 por unos pintones de Lucena que estaban pintando todo el templo 

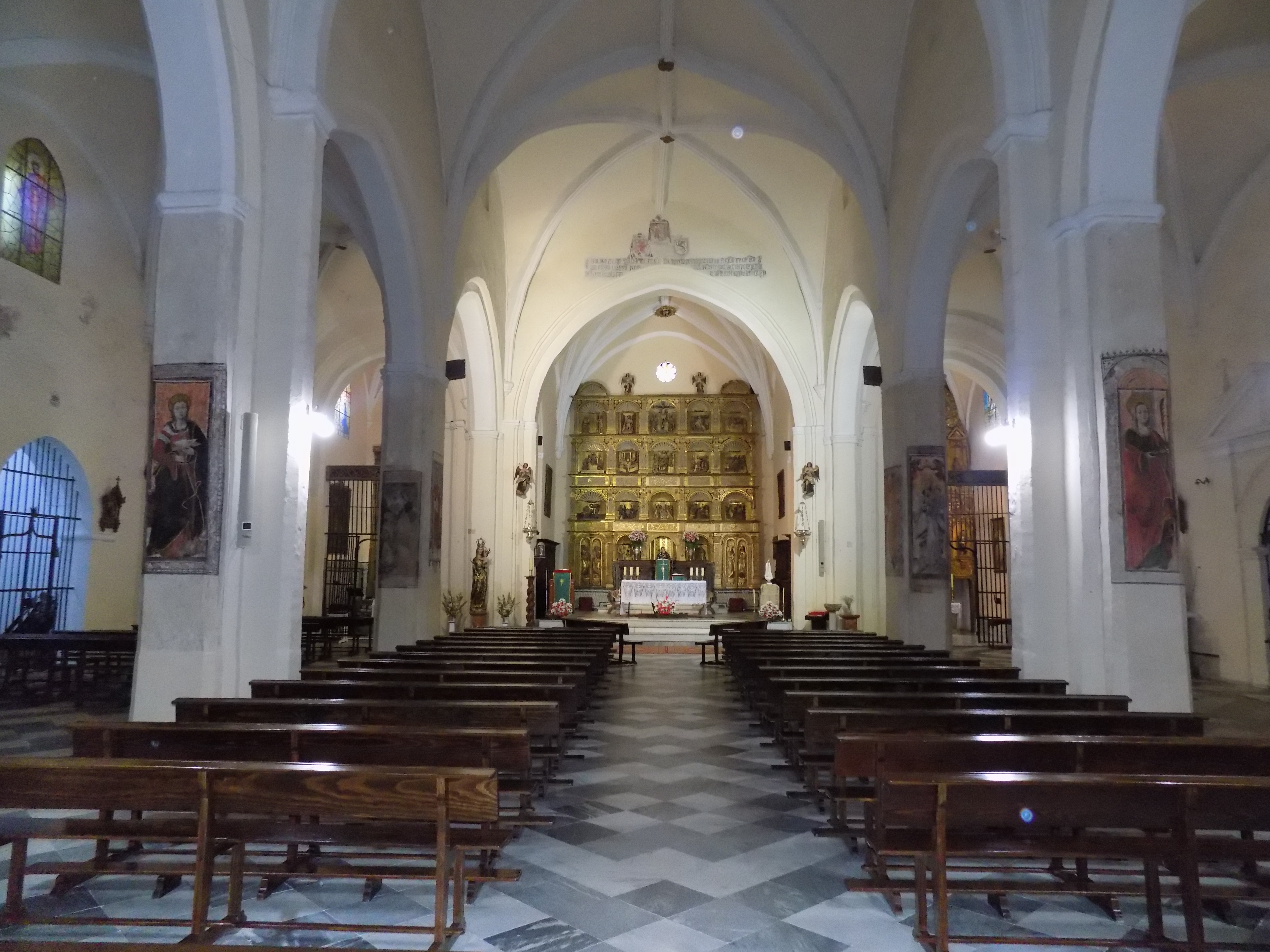
Vista general de la iglesia de Nuestra Señora del Castillo.

En 1980 fueron descubiertas otras pinturas al fresco al ser despojadas de algunas capas de cal que las ocultaban, aunque otros autores parecen dar a entender que aparecieron espaciadamente algunas más entre 1956 y 1980.
Fue la Sociedad Cooperativa AB-57, formada por un grupo de pintores madrileños, la que se encargó de llevar adelante la recuperación, aunque en el año 2001 las obras ya se habían paralizado por falta de fondos. Pero en 1987, según Rivera Mateos, ya habían sido descubiertos los frescos que representan a los siguientes personajes:
- Bautismo de Cristo, Santa Catalina de Alejandría y Santa Brígida, que se localizan en el tercer pilar de la nave del Evangelio.[54]
- Adoración de los Reyes Magos y el apóstol San Bartolomé, en el cuarto pilar de la misma nave que los anteriores.[54]
- Virgen de la Rosa con el Niño Jesús en sus brazos, y Santo Tomás de Aquino, que se encuentran en el segundo pilar de la nave de la Epístola.[54]
- Apóstoles Pedro y Pablo, que se localizan en el tercer pilar de la misma nave que los dos anteriores.[54]
- El Calvario, que se encuentra en el cuarto pilar de la misma nave que los dos anteriores.[54]

Sin embargo, Rivera Mateos mencionó algunos frescos que no lo fueron por los autores del Catálogo artístico y monumental de la provincia de Córdoba, entre los que figuran los de los doce Apóstoles, Santa Catalina y unas cabezas de dragones, aunque estas últimas según los autores de dicho Catálogo fueron borradas, pero Rivera Mateos no mencionó nada sobre ello. Y este último aseguró que no había encontrado documentos dignos de crédito que versaran sobre el motivo por el que fueron ocultados los frescos, aunque a pesar de ello manifestó que posiblemente serían ocultados en el siglo XVII con varias capas de cal por razones de sanidad, ya que en esas fechas hubo varias epidemias de peste y el templo fue empleado posiblemente para albergar enfermos, por lo que sería pintado por entero con varias capas de cal para evitar infecciones.
Se desconoce quién fue el autor de estos frescos, y Valverde Madrid, sin apoyarse en ninguna prueba documental, aseguró que fueron pintados por Antón Pérez, coautor también supuestamente del retablo de la capilla del Sagrario de esta misma iglesia, pero Rivera Mateos afirmó que como dicho pintor nació en 1508, no debieron ser realizadas por él. Y Manuel Nieto Cumplido, por su parte, y al igual que otros autores, afirmó que se basan en «estampas de otros pintores», como indicó Rivera Mateos, y del mismo modo en que había sucedido en algunos de los libros corales de la Mezquita-catedral de Córdoba, por lo que al tratarse simplemente de copias de obras precedentes, su mérito oscila en función del que tuviera la estampa reproducida.
Pero a pesar de lo anterior, y en opinión de Rivera Mateos, todos estos frescos son de «buena calidad» en lo referente al trazado y a la policromía empleada, como en el caso de los colores dorados, aunque dicho autor indicó en 1987 que no era posible conocer en profundidad el conjunto en su totalidad porque aun había numerosos frescos en aquellas fechas ocultos bajo otras capas de pintura.

### Capilla de la Virgen de Gracia

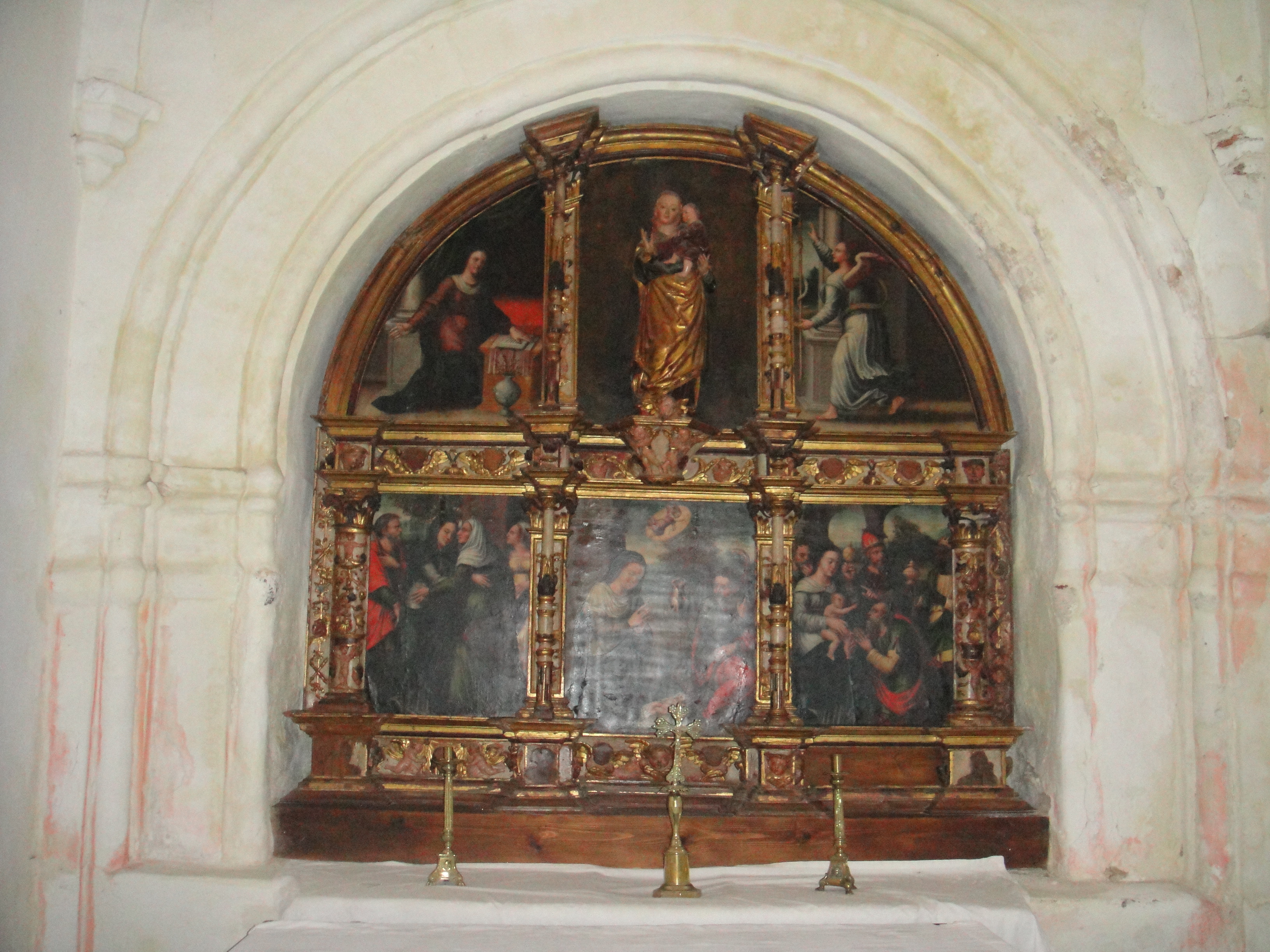
Retablo de la capilla de la Virgen de Gracia.

Esta capilla se encuentra adosada a la capilla del Sagrario y en la nave del Evangelio, es de planta rectangular y está cubierta por una bóveda de «aristones cruzados», en palabras de Rivera Mateos. La capilla fue fundada por la familia de los Alejandres, que según Rivera Mateos fue una de las más destacadas de Fuente Obejuna hasta el siglo XIX. Y aunque las dimensiones de la capilla y su arquitectura son sencillas y modestas, en ella destaca un retablo plateresco del segundo tercio del siglo XVI que mide 203 centímetros de alto por 212 de ancho.
El retablo, que está colocado en una oquedad o nicho con forma de arco de medio punto en el fondo de la capilla, está compuesto por un cuerpo y un ático en los que hay tres calles, y Rivera Mateos afirmó que el retablo de esta capilla tiene cierto encanto y que es una obra de «talla graciosa», a pesar de que está compuesto por pinturas de escaso mérito artístico en su opinión:

La predela o banco del retablo, el entablamento central, las columnitas y las pilastras con balaustres adosados presentan una decoración de grutescos, cabecitas de ángeles, cartelas, trofeos militares, etc. La aparición de estos últimos viene a reafirmar la simbología militar que esta imagen ha tenido tradicionalmente para los mellarienses y que se ha perpetuado también en la otra imagen de la Virgen de Gracia que hoy se encuentra en una ermita a extramuros del pueblo y que además es la patrona de la localidad.

La temática de las cinco tablas, pintadas al óleo, que componen el retablo, está relacionada con algunos pasajes «gozosos» de la vida de la Virgen María, aunque Rivera Mateos indicó que es con algunos «gloriosos», y este último también afirmó que el autor desconocido de las mismas parece haber asumido las tendencias pictóricas procedentes de Italia e imperantes en ese momento, ya que se caracterizan por un estilo «firme» y el empleo de unas formas sólidas e incluso rotundas. En el ático del retablo, y junto a la escultura de la Virgen de Gracia, se hallan dos tablas que representan la Anunciación de la Virgen María, y en el cuerpo del retablo, y de derecha a izquierda, aparecen tres tablas que muestran la Adoración de los Reyes Magos, la Adoración del Niño Jesús, y la Visitación de la Virgen María a su prima Santa Isabel. Y algunas de las características de las cinco tablas y de la escultura de la Virgen de Gracia son las siguientes:
- 1. Virgen de Gracia. En el centro del ático se halla la escultura, realizada en madera tallada y policromada, de la Virgen de Gracia, que mide 75 centímetros de altura y sostiene con su mano izquierda al Niño Jesús, mientras que con su derecha le ofrece al mismo una pieza de fruta «con hojas y tallo».[61][59] Y Rivera Mateos afirmó que la imagen de la Virgen, que carece de peana propia, fue ejecutada con escasa destreza, y también que fue repintada en varias ocasiones con «pésimos» resultados.[57]
- 2 y 3. Anunciación de la Virgen. Son dos óleos sobre tabla, divididos por la escultura de la Virgen de Gracia, que miden 51 x 76,5 centímetros.[61]
- 4. Visitación de la Virgen a su prima Santa Isabel. Es un óleo sobre tabla de 47 x 64 centímetros, y en el fondo de la tabla aparecen unas murallas.[61]
- 5. La Virgen, San José y los animales del establo adoran al Niño Jesús. Es un óleo sobre tabla de 56 x 64 centímetros, y en un segundo plano aparece un ángel comunicándole a un pastor el nacimiento del Mesías.[61]
- 6. Los Reyes Magos adoran a Jesús. Óleo sobre tabla de 47 x 64 centímetros.[61]

La peana sobre la que descansa la imagen de la Virgen de Gracia, que tiene forma de capitel y mide 21 centímetros de altura, forma parte curiosamente del propio retablo y está adornada con dos angelitos y otros tantos escudos en los que aparecen tres bastones en posición horizontal, aunque el significado de estos últimos, que por otra parte podrían ser un simple motivo de adorno, no ha sido aún descubierto por los historiadores, como aseguró Rivera Mateos. Pero los autores del Catálogo artístico y monumental de la provincia de Córdoba añadieron que tal vez estén relacionados con la familia de los Alejandres, que fueron los fundadores de esta capilla.

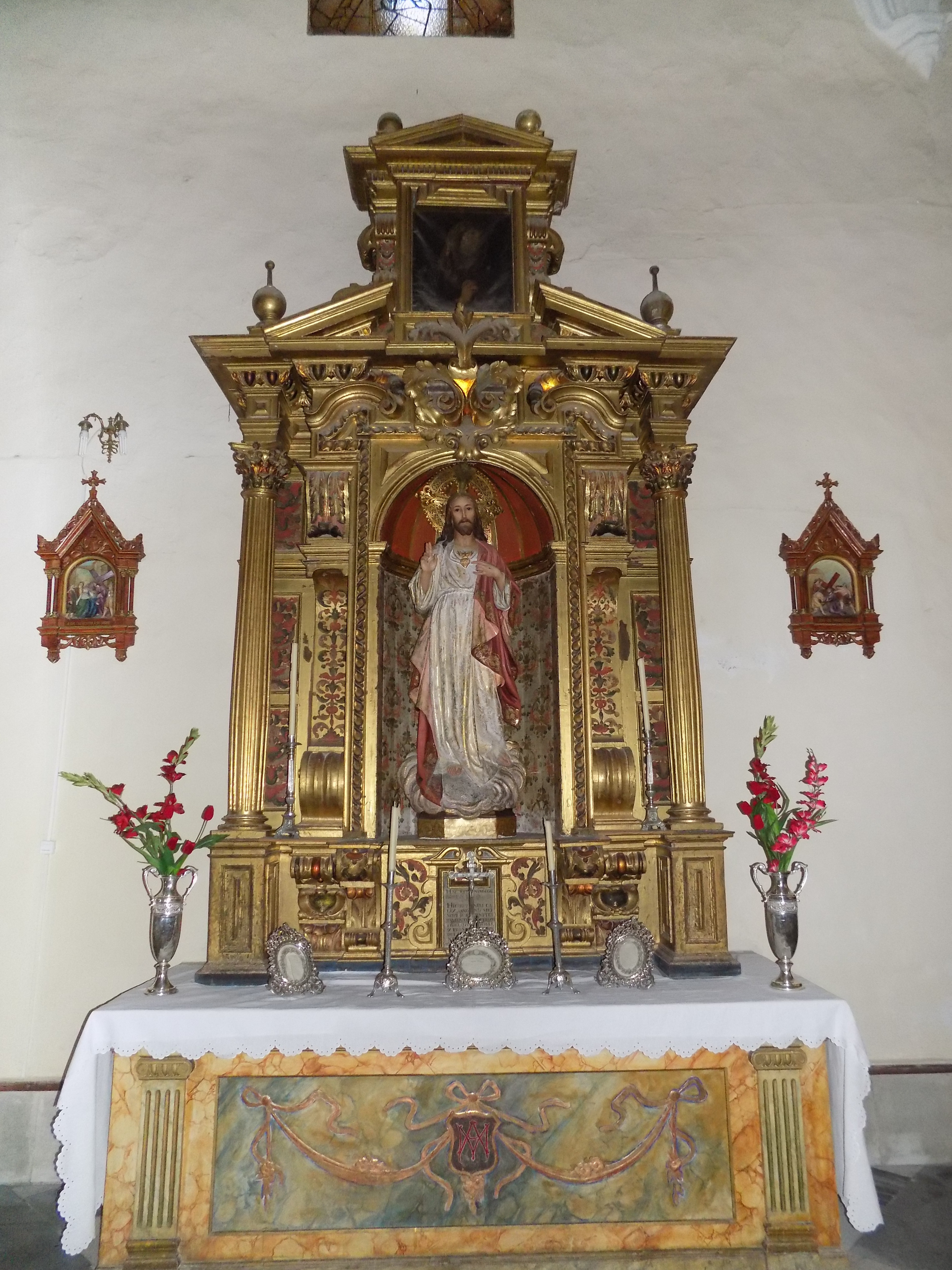
Retablo de la Virgen de los Dolores.

### Retablo de la Virgen de los Dolores
Se encuentra en la nave del Evangelio y es idéntico al retablo del Ecce Homo, que se halla en la nave de la Epístola, ya que ambos fueron realizados en la primera mitad del siglo XVIII en madera tallada y policromada. Actualmente el retablo cobija una imagen moderna del Sagrado Corazón de Jesús y está constituido por un banco, cuerpo central y ático. Y en este último se halla un lienzo que representa a la Virgen de los Dolores, que es la que da nombre al retablo.

### Capilla de Ntro. P. Jesús Resucitado
En la nave del Evangelio, y junto a la capilla anterior, se halla esta, que no tiene advocación alguna y en la que solo hay un gran templete moderno de madera pintada en color blanco con columnas y capiteles, aunque este templete carece de interés artístico, según Rivera Mateos.
En el templete de madera se hallan tres esculturas que representan a la Virgen del Carmen, a Cristo Resucitado y al Arcángel San Rafael, que también son obras de escaso mérito según el mismo historiador, aunque conviene señalar que la imagen de Cristo Resucitado, que fue realizada a principios del siglo XX, es empleada por la Hermandad del Santo Entierro de Fuente Obejuna en la solemnidad del Domingo de Resurrección, que según Rivera Mateos es una de las fiestas más llamativas y «pintorescas» del mencionado municipio.

### Capilla del Bautisterio
Está situada junto a la anterior y en la nave del Evangelio, y en tiempos pasados fue conocida como capilla de las Ánimas. En ella se halla una pila bautismal de granito que data de finales del siglo XIV, según Ramírez de Arellano, y que está adornada con motivos geométricos tallados a bisel, aunque otros autores mencionaron que en esta capilla también se encuentra actualmente una imagen de Cristo Crucificado realizada en un «taller local» en el siglo XVI.

### Retablo de las Ánimas

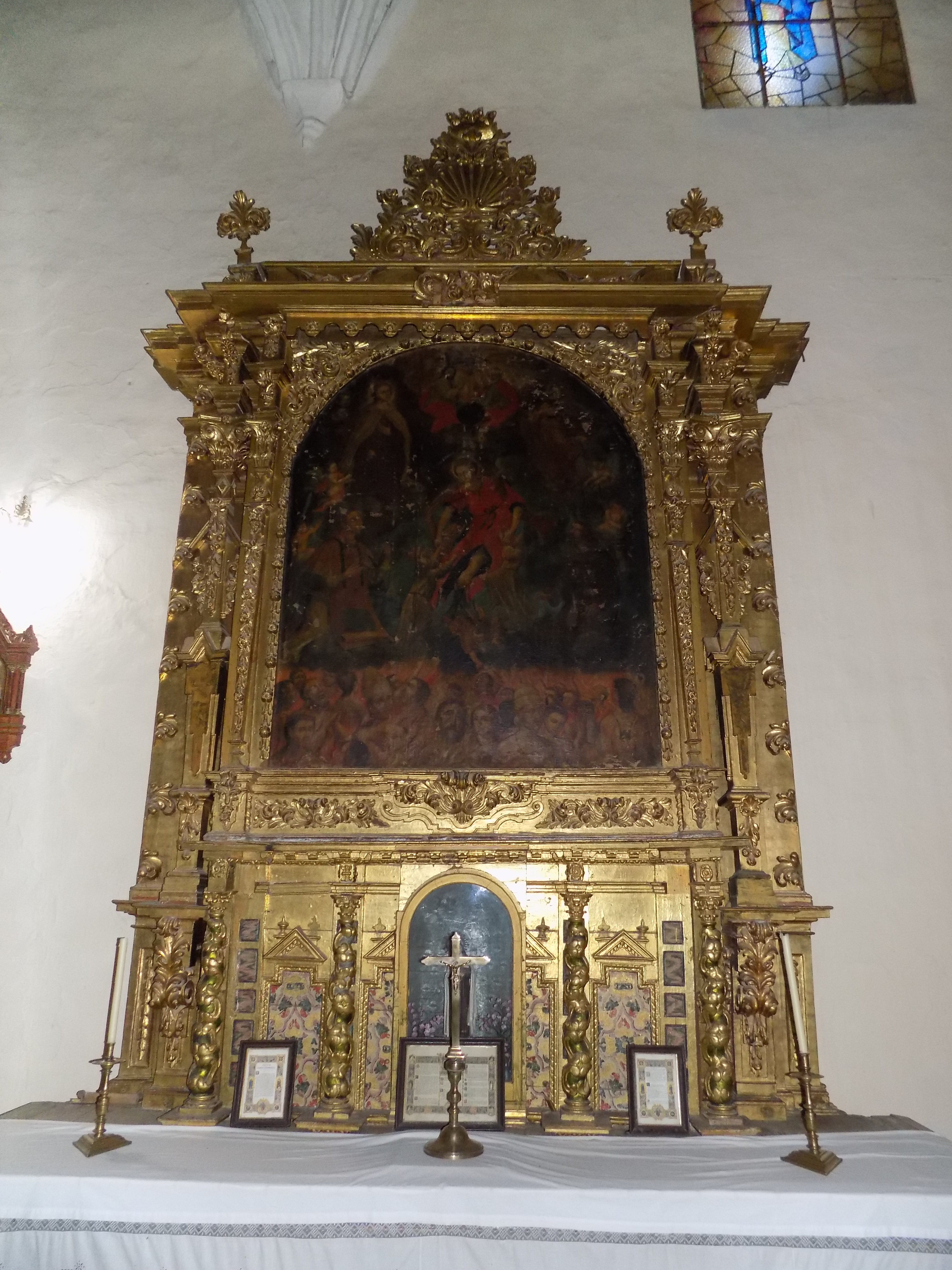
Retablo de las Ánimas.

Se encuentra en la nave del Evangelio y cerca de la portada de esa nave, y según Rivera Mateos en un primer momento estuvo colocado en la antigua capilla de las Ánimas, que hoy es conocida como capilla del Baptisterio, y fue realizado en madera tallada y sobredorada en la segunda mitad del siglo XVIII. Consta de un banco elevado en el que hay una hornacina destinada a manifestador o expositor eucarístico, y de un cuerpo sustentado por estípites adornados con rocallas y motivos barrocos que cobija el óleo sobre lienzo, de 167 x 180 centímetros, que da nombre al retablo.
En dicho lienzo, cuya parte superior tiene forma de medio círculo, aparecen representadas las iglesias «Purgante y Triunfante» y en el centro San Miguel Arcángel en calidad de defensor de las almas o ánimas del Purgatorio, que aparecen por debajo de él expiando sus pecados en el Purgatorio y abrasadas entre las llamas, aunque entre ellas puede observarse a un monarca, un pontífice y un obispo, como señaló Rivera Mateos.
En la parte superior del lienzo está representada la Santísima Trinidad y a sus lados, en calidad de representantes de la Iglesia Triunfante, se encuentran varios santos considerados como defensores de los pecadores portando cordones y escapularios, como San Miguel Arcángel, San Francisco de Asís, la Virgen del Carmen, San Lorenzo y San Félix de Valois, fundador de la Orden Trinitaria.

### Museo artístico parroquial
Entre la capilla anterior y la puerta que da acceso a las escaleras para subir a la torre-campanario se halla un cuarto trastero que según algunos autores podría ser la capilla que comenzó a edificar a principios del siglo XIX el sacerdote Francisco Castillejo y que quedó inacabada por la defunción del fundador, que murió en el año 1815, según afirmaron Ramírez de Arellano, Luis María Ramírez de las Casas-Deza y Pascual Madoz. Pero en la actualidad, y desde que fue inaugurado en junio de 1994 por el entonces párroco de este templo, Ángel Luis Cepeda Carmona, este pequeño recinto alberga el Museo artístico de la parroquia, ya que el mencionado párroco convenció a las autoridades de la necesidad de habilitar un sitio seguro para preservar algunas de las obras más valiosas del templo, que anteriormente se custodiaban en otro lugar mucho más fácil de violentar.

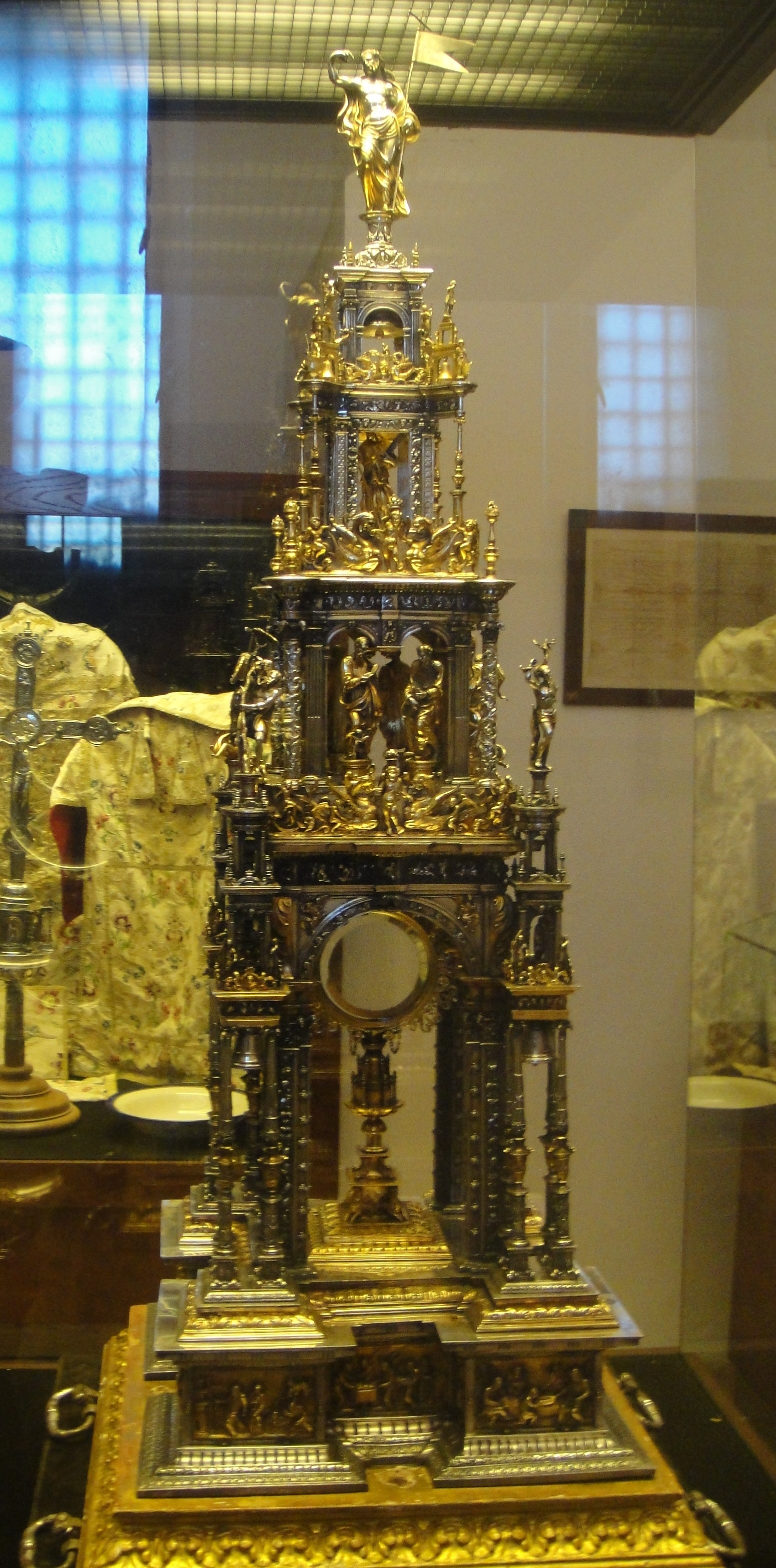
Custodia procesional de Fuente Obejuna.

Junto con la célebre custodia procesional de Fuente Obejuna, en este templo también se custodian una notable colección de objetos de orfebrería, y sobre todo del siglo XVI, «de excepcional calidad», en palabras de la historiadora María Teresa Dabrio González, aunque por encima de todos sobresale la mencionada custodia, la cruz procesional o parroquial y una custodia de mano, siendo estas dos últimas obras del célebre platero Diego de Alfaro. Y entre los objetos custodiados en el museo hay ciriales, cruces, candeleros, cálices, vinajeras y otros «bellos ornamentos» que en su mayoría fueron donados al mismo por el obispo de Córdoba Leopoldo de Austria, como afirmó Rivera Mateos basándose en lo expuesto por Pascual Madoz y por Juan Gómez Bravo, aunque conviene señalar que este último indicó simplemente que «según se cree» dicho prelado fue el donante de algunos de ellos. Y algunas de las piezas más destacadas del museo son las siguientes:
- Píxide de plata. Es de plata en su color, data de principios del siglo XVI, y es de forma hexagonal, que también es la de su astil y tapa, aunque esta última la tiene de pirámide hexagonal y está adornada con cresterías de estilo gótico.[71] El pie es cilíndrico, y el píxide, que es de estilo mudéjar, mide 23 centímetros de alto por 10,5 de ancho y está adornado con una inscripción latina en caracteres góticos que se prolonga por toda la pieza. Y además lleva un punzón en letra gótica con la sílaba «con» en letras minúsculas.[71]
- Crismera de plata. Según Rivera Mateos debió ser realizada hacia el año 1500,[69] por lo que coincidió también con otros autores que añadieron que este tipo de piezas suelen ser catalogadas como de principios del siglo XVI.[72] Tanto en su cubierta como en su pie, que tiene forma redonda, hay adornos con estrellas de estilo mudéjar, aunque en la copa, en el astil y también en la cubierta hay cresterías de estilo gótico.[69] Lleva el punzón de la ciudad de Córdoba y tiene una inscripción en latín en letras góticas.[69]
- Custodia de mano. Es una obra destacada de mediados del siglo XVI de estilo plateresco, realizada en plata fundida y cincelada, que mide 76 centímetros de altura y luce los punzones de la ciudad de Córdoba (COR)y de los plateros Fernando de Jaén (FDO/JAEN) y Francisco de Alfaro (AL/FARO), aunque el viril con forma de sol data del siglo XVII[73] y es de estilo barroco.[69] La base tiene forma cuadrada, y en la parte central de sus lados hay unos lóbulos con relieves que muestran a los cuatro Evangelistas y los escudos de las Cuatro virtudes cardinales.[74][69] El nudo de la custodia, que probablemente estaría destinado a contener la Sagrada Forma, tiene forma hexagonal según los autores del Catálogo artístico y monumental de la provincia de Córdoba[74] u octogonal según Rivera Mateos,[69] y en él hay pequeñas hornacinas con arcos de medio punto sustentados por columnas con balaustres que cobijan las imágenes de algunos de los doce Apóstoles.[69][74]
- Cruz procesional de plata cincelada. Es una pieza de «gran interés» de estilo plateresco, según Rivera Mateos,[69] y de hacia el tercer cuarto del siglo XVI, aunque algunos autores la sitúan entre los años 1546 y 1557, que luce los punzones de la ciudad de Córdoba (COR) y de los plateros Francisco de Alfaro (AL/FARO) y Pedro Damas (PoDA/MS).[74] Mide 96,5 centímetros de alto por 41,5 de ancho, y el Cristo crucificado y otros elementos de la cruz son obra de fundición.[74] Los brazos son rectos y tienen una longitud casi idéntica, están adornados con motivos propios del estilo plateresco, y finalizan en unos medallones que muestran a los cuatro Evangelistas en el anverso y al Padre Eterno en el medallón central del mismo lado, mientras que en la parte superior del mismo aparece el Pelícano y en el resto de la cruz la Virgen María, San Juan y María Magdalena, aunque también hay un medallón central que representa la ciudad de Jerusalén.[69][74] Los lados de la cruz están cambiados, la imagen que representa a Cristo crucificado no se encuentra en su primitivo lugar,[74][69] y en el nudo de la cruz, que sigue el estilo imperante en esa época en el norte del reino de Castilla, hay una estructura arquitectónica de forma hexagonal, con hornacinas y columnas abalaustradas, que cobija varias imágenes en relieve,[74][69] aunque conviene señalar que ese nudo solo consta de un cuerpo y tiene forma circular.[75]Tesoro parroquial de Fuente Obejuna. En el centro de la vitrina aparece la custodia de mano labrada por Diego de Alfaro.

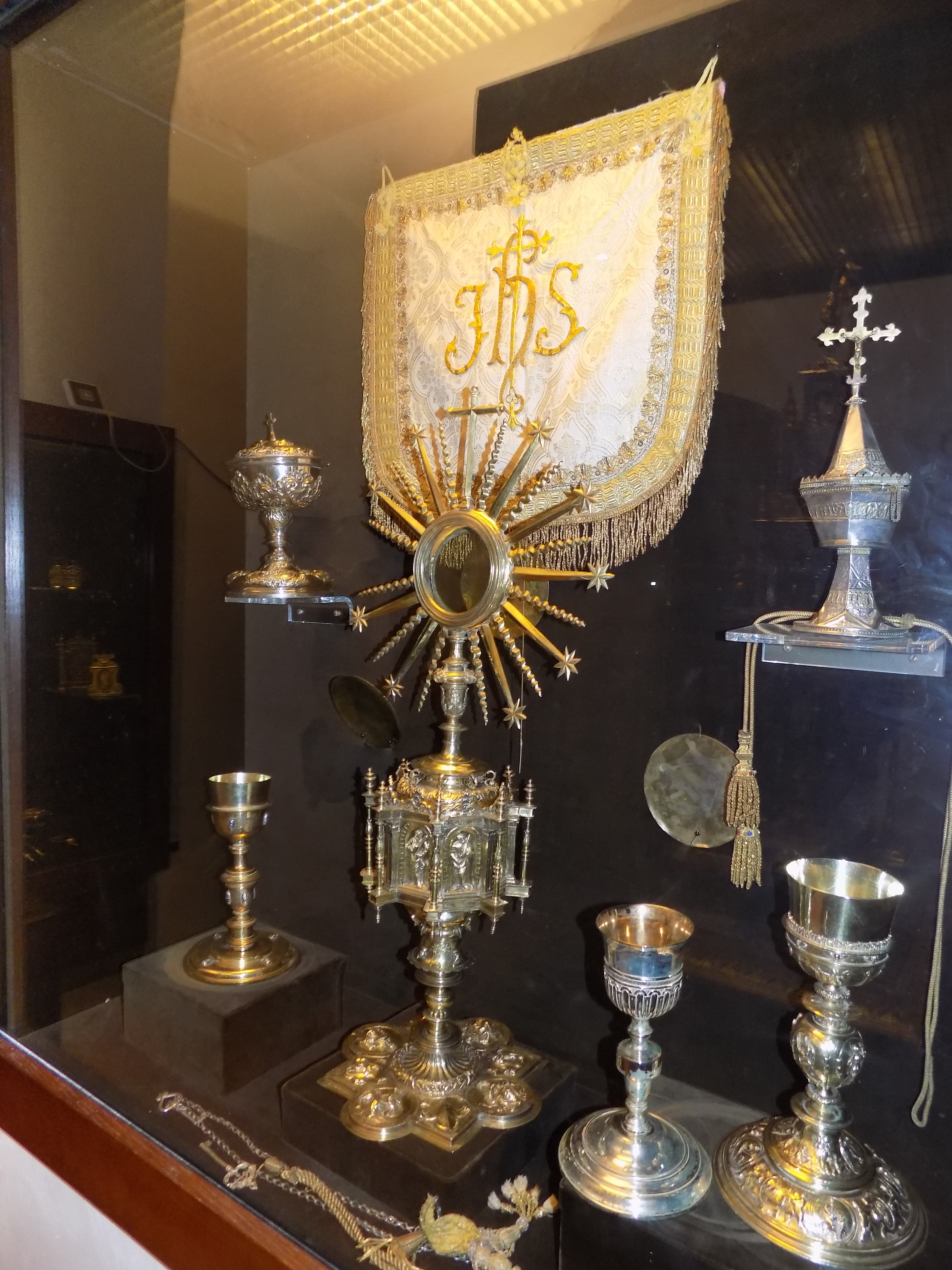
Tesoro parroquial de Fuente Obejuna. En el centro de la vitrina aparece la custodia de mano labrada por Diego de Alfaro.

- Caja de plata de «formas arcaicas» realizada por el orfebre Francisco de Alfaro.[76]
- Cáliz de plata cincelada y sobredorada.[n] Fue realizado en estilo plateresco en el último cuarto del siglo XVI,[74] luce los punzones los plateros Sebastián de Córdoba (SEAS/TIAN) y Juan Sánchez (...ez), y hay «finísimos» motivos platerescos en su nudo, copa y pie, y en este último hay medallones que muestran a los cuatro Evangelistas[77] situados entre unos ángeles que portan unas cartelas con los símbolos de la Pasión de Cristo.[78] Por encima del pie hay otros relieves que muestran al profeta Moisés y la caída del maná en el desierto como iconos de la Eucaristía, y en el nudo hay relieves en los que aparecen los apóstoles San Pedro y San Pablo.[79][78] En la copa, que está adornada con cresterías, hay relieves que muestran nuevamente a unos ángeles portando unas cartelas con los símbolos de la Pasión de Cristo.[78][79]
- Cáliz de plata. Según algunos autores habría sido realizado por el orfebre cordobés Rodrigo de León, cuyo punzón ostenta, en 1595, aunque otros aseguran que como dicho orfebre falleció con toda seguridad en 1589 no puede ser obra suya.[80]
- Hostiario o caja para guardar formas de plata. Tiene forma cilíndrica y una tapa adornada con molduras y rematada por un cono sobre el que hay una cruz.[78] El resto del hostiario carece de decoración, y la obra luce los punzones de la ciudad de Córdoba (COR) y del platero Diego Fernández (DIE/FERN).[79]
- Copón de plata. Fue realizado por el célebre platero cordobés Damián de Castro, cuyo punzón ostenta[78] (CAS/TRO y CASTRO con flor de lis), en el último tercio del siglo XVIII, y es de forma ovalada, de estilo rococó y de un considerable tamaño, ya que mide 25 centímetros de alto.[79] El nudo tiene forma de pera invertida, en el vástago hay molduras, y toda la pieza está adornada en estilo rococó y con rocallas, aunque también aparece un Agnus Dei, un Pelícano, espigas de trigo y uvas como símbolos eucarísticos.[78] Y los autores del Catálogo artístico y monumental de la provincia de Córdoba afirmaron, basándose en la decoración que luce la pieza y en otros detalles, como sus estructuras poco elaboradas, que debió ser realizado hacia 1785.[79]
- Copón de plata en su color. Luce los punzones de Diego de Vega y Torres (BEGA/14), aunque solo por su condición de contraste, y de Manuel Aguilar (AGVI/LAR), que fue el autor de la pieza.[79] Mide 28 centímetros de alto,[79] tiene un nudo en forma de pera invertida, y fue decorado «a máquina».[78]
- Portapaz de plata. Fue ya mencionado por Rafael Ramírez de Arellano, quien afirmó que posiblemente sería obra de Diego de Alfaro, y según Rivera Mateos está dispuesto a modo de «retablillo con cariátides». En su parte central hay un relieve que muestra la Adoración de los Reyes Magos, y en el asa hay una bestia con un largo cuello y con cuatro garras.
- Pomo para óleos de plata. También fue mencionado por Ramírez de Arellano, data de los primeros años del siglo XV,[78] y en él hay varias inscripciones de temática religiosa en color blanco y oro y en letra monacal.[78]

### Capilla de Santa Bárbara

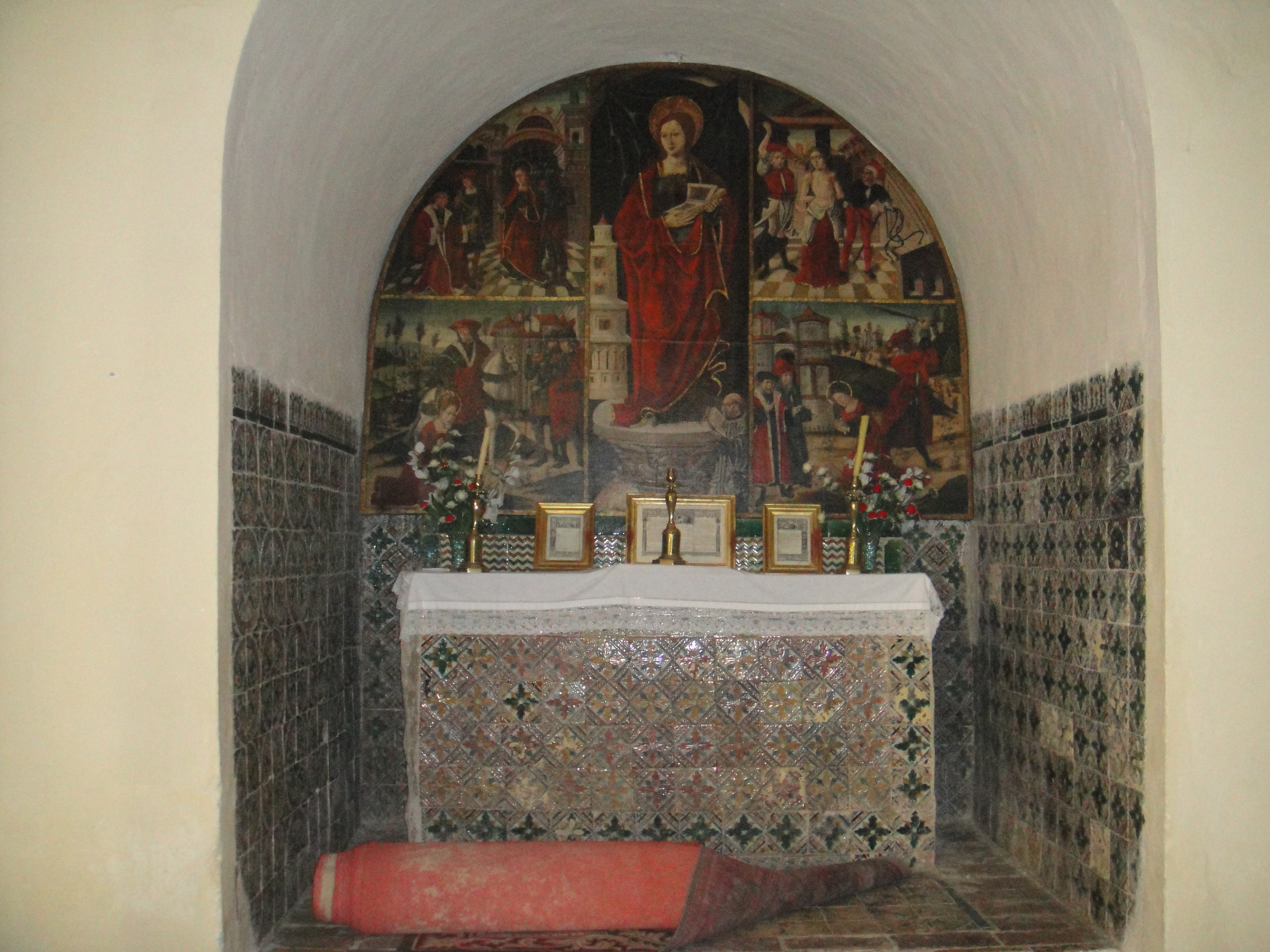
Retablo de la capilla de Santa Bárbara.

Se encuentra al final de la nave del Evangelio, y es una capilla de reducidas dimensiones y embutida en un nicho del muro, aunque en ella hay un altar en el que se halla un zócalo con azulejos del siglo XVI de estilo conquense y pintados en color blanco, azul y oro.
En el muro frontal de la capilla se encuentra un óleo sobre lienzo o sarga de 230 x 175 centímetros cuya protagonista es la mártir Santa Bárbara. Y según Rivera Mateos es un destacado ejemplar de los maestros primitivos cordobeses y data del primer tercio del siglo XVI, aunque otros autores, como ya advirtió Rivera Mateos, aseguraron que debe ser fechada en el segundo tercio del siglo XVI si se tienen en cuenta el romanismo presente en la «rotundidad de las formas de Santa Bárbara» y los pequeños detalles de las vestimentas y tocados de las imágenes de Dióscoro, padre de la mártir, y de Marciano. Pero Rivera Mateos insistió en que debe datar de principios del siglo XVI, basándose tanto en los fondos de las escenas como en estas últimas, ya que en su opinión tienen un claro origen renacentista y no deben ser relacionadas con el pintor Pedro de Córdoba, sino con algún artista influenciado por la moda pictórica italiana renacentista, ya que pintó «audazmente» y en ese estilo los edificios que aparecen en la sarga.
La sarga de Santa Bárbara, cuya parte superior tiene forma semicircular, está dividida en cinco partes que muestran su martirio según fue relatado en el capítulo CCII de la Leyenda Dorada de Santiago de la Vorágine, y en la parte central la santa aparece con un libro en sus manos «para su instrucción religiosa», en palabras de Rivera Mateos, a su lado derecho se halla la escena que muestra la torre en la que fue encerrada por su padre, que se hallaba «celoso de su juventud, belleza y talento», y en el ángulo de la izquierda aparece el eclesiástico que donó la obra, al que se ha aludido anteriormente, implorando la protección de la santa.
De derecha a izquierda, y en la parte superior de la sarga, se localizan las partes que representan el juicio de Santa Bárbara, que fue llevado a cabo por el gobernador Marciano por su condición de cristiana, y el suplicio de la santa, que está dividido en dos partes, y en la zona inferior de la sarga aparece la santa en actitud de oración y el martirio de la misma, que fue llevado a cabo por su propio padre, Dióscoro:
- 1. Santa Bárbara con el donante.[58] La mártir aparece en pie y sosteniendo un libro en sus manos en remembranza de aquellos que desde la ciudad de Alejandría le envió Orígenes, que es uno de los Padres de la Iglesia Oriental.[81] A la derecha de Santa Bárbara aparece la torre en la que fue encerrada por su padre, que es uno de los atributos vinculados a esta santa, y a los pies de esta última se halla el donante de toda la obra que por sus vestimentas y tonsura puede ser identificado como un miembro del clero.[81]
- 2. Juicio de Santa Bárbara.[58] La escena muestra el momento en que, tras haber sido denunciada por su condición de cristiana, Santa Bárbara es juzgada en presencia del gobernador Marciano.[81]
- 3. Martirio de Santa Bárbara.[58] Tras haber sido hallada culpable de profesar el cristianismo, la santa fue azotada por orden del gobernador Marciano con el propósito de que abjurara de su fe.[84]
- 4. Oración de Santa Bárbara.[58] Es una de las partes más destacadas del retablo, ya que permite apreciar claramente el motivo que impulsó al desconocido donante de esta obra a cederla a la iglesia de Nuestra Señora del Castillo de Fuente Obejuna.[84] El padre de la mártir, Discoro, aparece conduciéndola hacia el lugar de la ejecución tras haber conseguido el privilegio de poder ejecutar «personalmente» a su propia hija, y en el extremo superior izquierdo hay un pasaje secundario que muestra a la mártir rezando en las afueras de una ciudad junto a dos pastores.[84]
- 5. Santa Bárbara es decapitada por su padre.[58] En esta escena es representado el instante en que el padre de la mártir se dispone a darle muerte.[84]

### Capilla de Nuestra Señora del Rosario

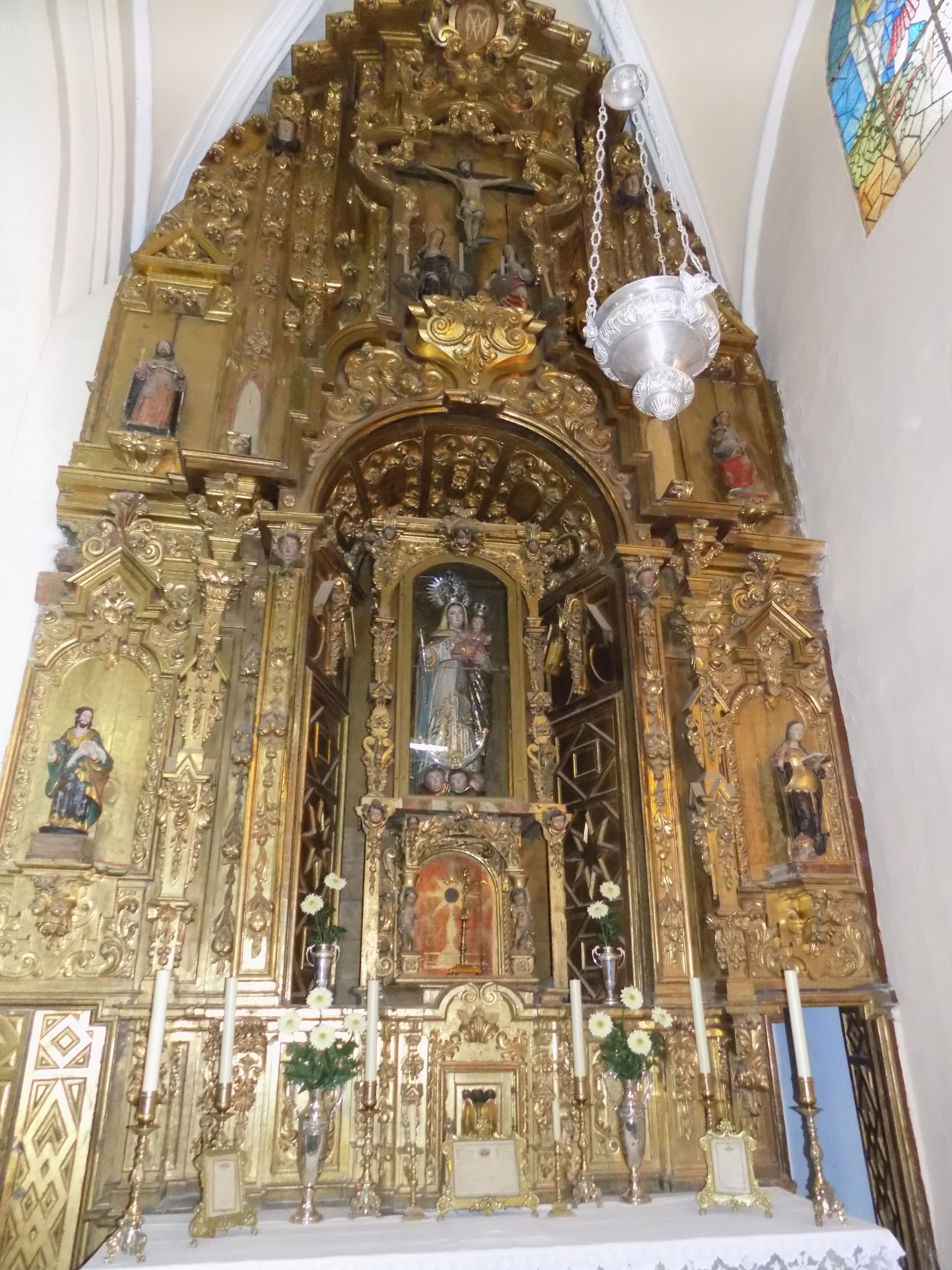
Retablo de la capilla de Nuestra Señora del Rosario.

Se encuentra junto a la capilla mayor y en la nave de la Epístola, de la que es la capilla más destacada, y está cubierta por una bóveda de crucería. En sus rejas, según afirmó Ramírez de Arellano, están colocados los escudos de armas de la familia Zafra, que fueron señores de Cambil, y en el interior de la capilla hay un retablo de madera tallada y policromada de estilo churrigueresco realizado en la segunda mitad del siglo XVIII, aunque algunas de sus esculturas, como la de la Virgen del Rosario y el grupo escultórico del Calvario que corona el retablo parecen haber sido reaprovechados aquí tras haber estado en algún otro lugar, según algunos autores, ya que son anteriores al mismo.
El retablo, que está adornado con rostros de angelitos y «frutos carnosos», descansa sobre un «zócalo alto» o banco junto al que hay dos puertas, y consta de cuerpo central y ático, aunque otros autores añadieron que tiene tres calles. En la parte central del banco o predela se halla un tabernáculo, y en el cuerpo central, que tiene tres calles de diferente tamaño, hay una hornacina grande cobijada por un dosel destinada a exponer a la adoración de los fieles la Sagrada Eucaristía. Y sobre el dosel hay un templete en el que se halla la imagen de la Virgen del Rosario, que mide 120 centímetros de altura, data de principios del siglo XVII, y está realizada, al igual que el retablo, en madera tallada y policromada.
En el ático del retablo hay un Calvario que muestra a Cristo crucificado y junto a él, la Virgen María y San Juan, siendo las tres esculturas de bulto redondo, de principios del siglo XVII y «carentes de un excesivo mérito». Y en las ménsulas situadas junto al cuerpo central del retablo se hallan las siguientes imágenes:
- San José. Data de la segunda mitad del siglo XVII, es de madera tallada y policromada, y destaca por sus proporciones académicas y por su naturalismo. La mano derecha ha desaparecido, así como el Niño Jesús que llevaba en sus brazos.[42]
- Virgen de la Berenjena. Está realizada en madera tallada y policromada, data de la primera mitad del siglo XVI, porta al Niño Jesús en sus brazos, y es de tamaño menor que el natural.[42] Ramírez de Arellano contempló está imagen en la capilla de Santa Bárbara de este mismo templo, y le dio el nombre por el que se la conoce por llevar en una de sus manos una fruta o tal vez una manzana con su tallo que, debido a los repintes sufridos por la imagen, acabó pareciéndose a una berenjena.[86] Y los autores del Catálogo artístico y monumental de la provincia de Córdoba afirmaron literalmente que la ubicación actual de esta imagen no permite contemplar «lo que merece su calidad».[42]
- Santa Catalina. Es de tipo popular, de tamaño inferior al natural, y fue realizada en madera tallada y policromada a mediados del siglo XVI.[42]
- Santa Lucía. Al igual que la anterior, data de mediados del siglo XVI, y formó parte de un grupo junto con las dos anteriores, ya que todas ellas proceden probablemente de un retablo anterior y desaparecido en la actualidad.[42] Está realizada en madera tallada y policromada, y es de tamaño inferior al natural

### Capilla de Nuestra Señora de la Inmaculada Concepción

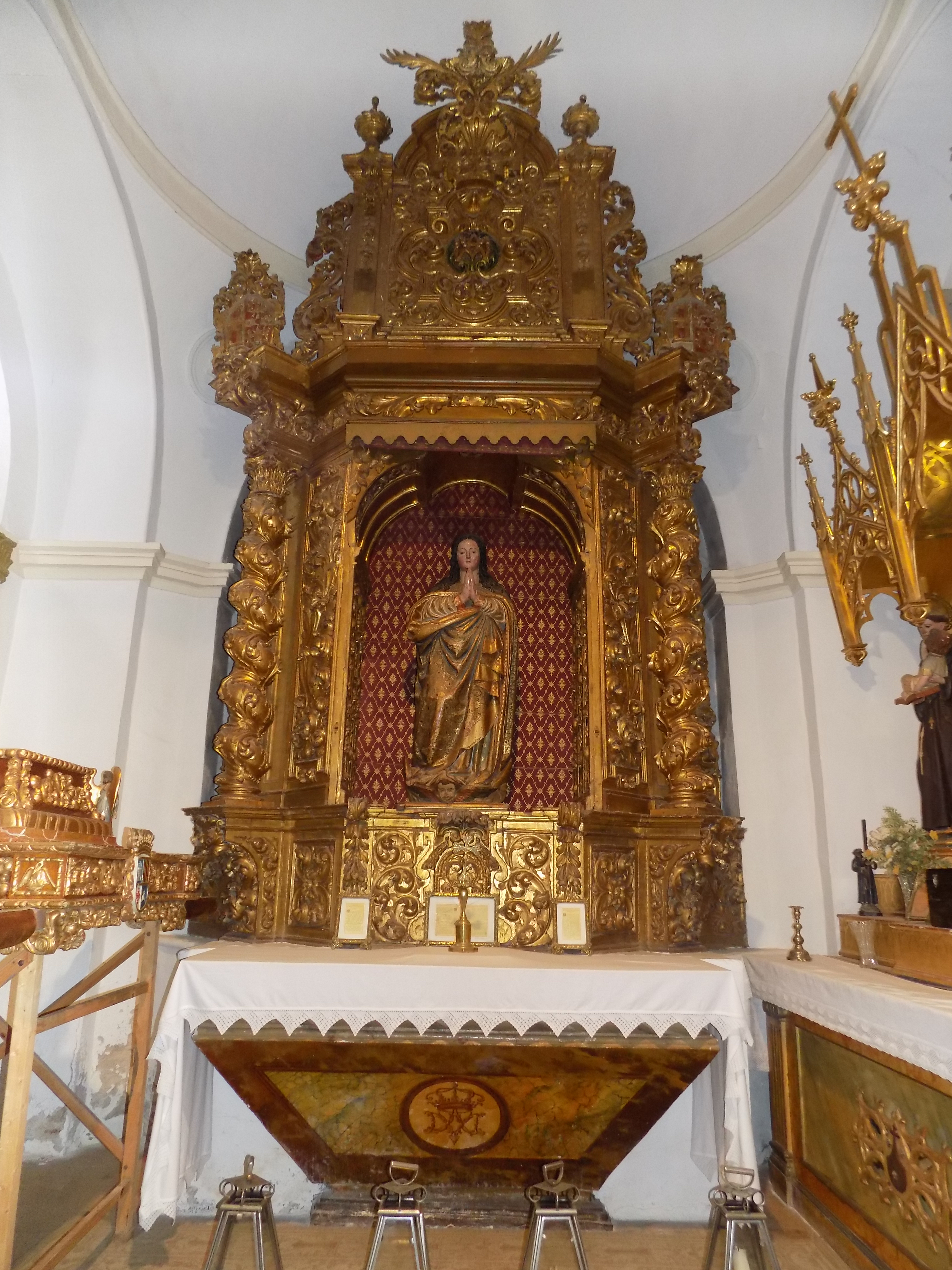
Interior de la capilla de la Inmaculada Concepción.

Está situada junto a la anterior y en la nave de la Epístola, y en ella hay otro retablo de madera tallada y policromada de la segunda mitad del siglo XVIII con columnas salomónicas y una gran hornacina central en la que se halla la imagen de la Inmaculada Concepción, aunque otros autores indicaron erróneamente que el retablo data de la segunda mitad del siglo XVII. La imagen de la Inmaculada, que es también de madera tallada y policromada, de principios del siglo XVII, y de tamaño semejante al natural, ya que mide 160 centímetros, es una obra «pesada, de porte majestuoso y algo achaparrada» que está cubierta con unos voluminosos ropajes que engrosan su perfil.
La Virgen, que aparece con expresión ensoñadora y pudorosa, tiene sus manos juntas sobre el pecho en actitud orante, y tanto su cabeza como sus manos destacan por sus perfiles bien «trazados». La imagen procede supuestamente de la ciudad malagueña de Antequera, y antes de hallarse en este templo había sido cedida a la aldea de Navalcuervo, que es una de las aldeas de Fuente Obejuna. Y conviene señalar que, además de ser un ejemplo prematuro de la iconografía mariana propia de los inicios del siglo XVII, la imagen también destaca por haber sido realizada empleando prematuramente algunos detalles propios del barroco y por acusar una influencia notable del célebre escultor Juan Martínez Montañés o de los miembros de su escuela y por tanto de la Escuela sevillana, aunque los autores del Catálogo artístico y monumental antes mencionado aseguraron erróneamente que esta imagen «puede fecharse» en el siglo XVIII.
Las columnas salomónicas del retablo sostienen el entablamento que lo corona, están adornadas con racimos de uvas, y descansan sobre dos grandes ménsulas localizadas en el banco del retablo. Y en el remate de este último aparece la Virgen María junto a dos escudos de armas idénticos descritos del siguiente modo por los autores de dicho Catálogo, como ya advirtió Rivera Mateos:

El campo está partido. En la mitad diestra aparece una torre sobre oro. En la mitad siniestra, cuyo campo es de gules, dos leones rampantes sirven de tenantes a un escudete de oro. Esta mitad incluye otro escudete en el que aparecen cinco corazones de gules sobre oro.

### Capilla de Nuestra Señora de los Dolores

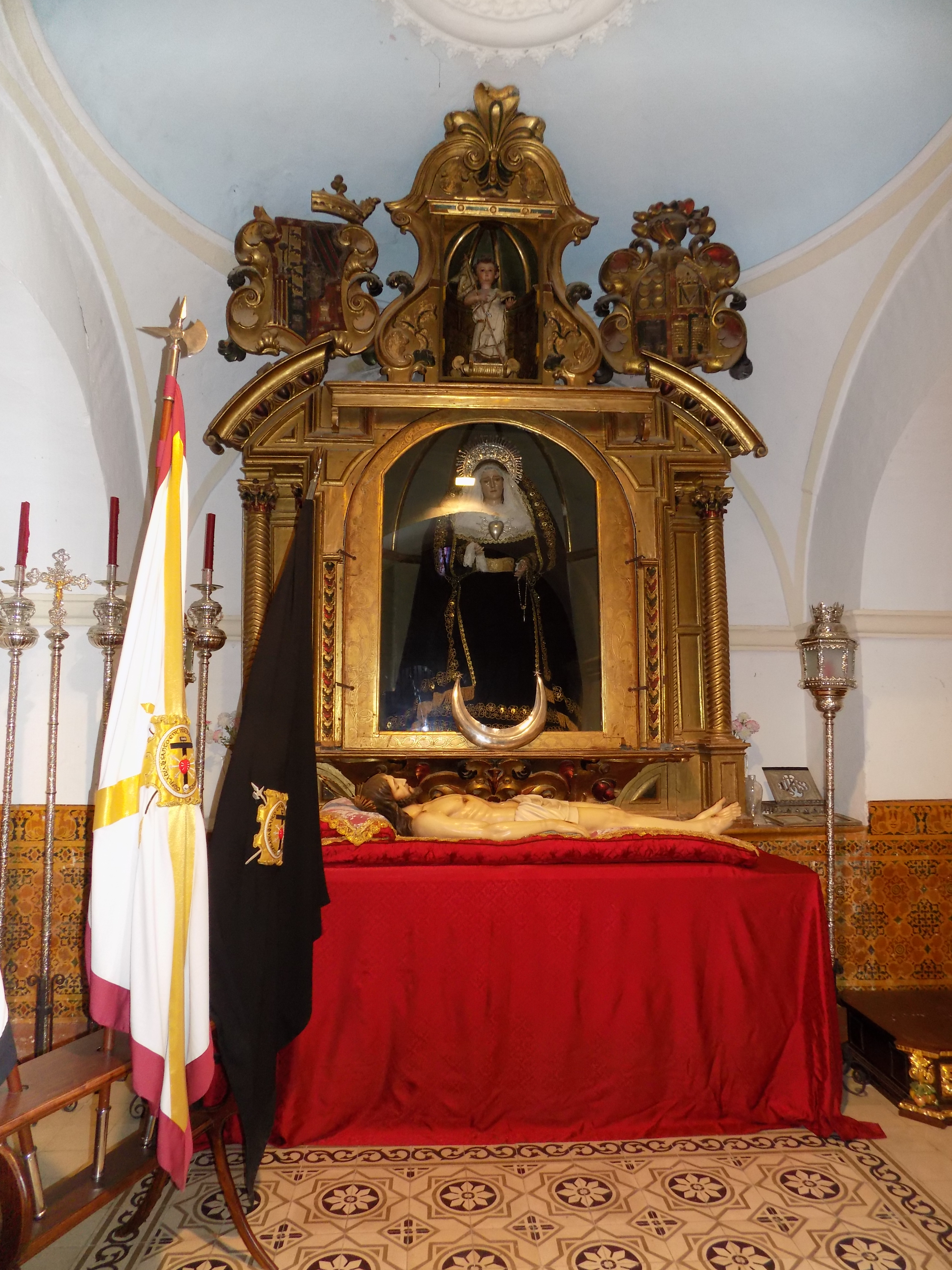
Interior de la capilla de Nuestra Señora de los Dolores.

Está en la nave de la Epístola y junto a la anterior, y según se desprende de los escudos de armas colocados en la parte superior del retablo de la capilla, fue fundada por la familia de los Montenegro y Andrade, que fue un antiguo linaje asentado en Fuente Obejuna «poco después» de la Reconquista, según Rivera Mateos, y una de los más poderosos y notables de dicha localidad.
Antonio Montenegro, último superviviente de la familia fundadora de la capilla, murió poco después de que finalizase la guerra civil española sin dejar descendientes y tras haber perdido la mayor parte de sus bienes, aunque poco después de que terminara ese conflicto entregó 100 000 pesetas a la Comisión Gestora del primer ayuntamiento nombrado en Fuente Obejuna por las autoridades franquistas. Y tras la muerte de Antonio Montenegro sus bienes acabaron en poder, y «de forma más o menos irregular», en palabras de Rivera Mateos, de algunos familiares, conocidos y administradores del difunto, aunque algunas de sus fincas fueron distribuidas entre algunos pequeños campesinos gracias a la intervención de León Sánchez. La familia Montenegro, como aseguró Rivera Mateos, fue la patrocinadora de numerosas obras artísticas en Fuente Obejuna, como esta capilla o el camarín de Nuestra Señora de la Esperanza en el convento de San Francisco, y la historia moderna y contemporánea mellariense, según el mismo autor, sería «inexplicable» si se soslayara la mención de este linaje.
El retablo de la capilla data de principios del siglo XVIII, está realizado en madera tallada y policromada, y consta de banco, cuerpo central con hornacina que alberga la imagen de Nuestra Señora de los Dolores, que es obra de escaso mérito según Rivera Mateos, y coronamiento con otra hornacina donde se halla una imagen de San Juan Bautista Niño y dos escudos de las familias Montenegro y Andrade, que según los autores del Catálogo artístico y monumental de la provincia de Córdoba también aparecen en la fachada del palacio de los marqueses de Valdeloro de Fuente Obejuna. Y en dicho Catálogo también se mencionó que la imagen de la Virgen de los Dolores es una obra de estilo «popular» y carente de mérito artístico, independientemente de su interés o valor sentimental y «devocional».
En esta capilla también se halla la imagen de Cristo Yacente, que está colocada en una urna de madera y cristal y es la titular de la Hermandad del Santo Entierro de Fuente Obejuna. Fue realizada y comprada en la década de 1950, aunque en la actualidad pertenece a dicha hermandad.

### Retablo delEcce Homo
Se encuentra en la nave de la Epístola, y es idéntico al retablo de la Virgen de los Dolores, que se halla en la nave del Evangelio, ya que ambos fueron realizados en la primera mitad del siglo XVIII en madera tallada y policromada. Actualmente cobija una imagen de San José y el Niño Jesús, y está constituido por un banco, cuerpo central y ático, en el que se halla un lienzo que representa al Ecce Homo.

### Grupo escultórico de San Joaquín, Santa Ana y la Virgen Niña
Se encuentra en un nicho u oquedad situado a los pies de la nave de la Epístola, es de madera tallada y policromada, y debió ser realizado en la segunda mitad del siglo XVIII. Las esculturas de San Joaquín (108 cm de altura), Santa Ana (103 centímetros de altura) y la Virgen Niña (58 centímetros de altura) son de «proporciones y fisionomía bien conseguidas», en palabras de Rivera Mateos, y están colocadas en un templete de madera tallada y dorada adornado con elementos propios del estilo barroco de la segunda mitad del siglo XVIII.

### Otras obras de arte

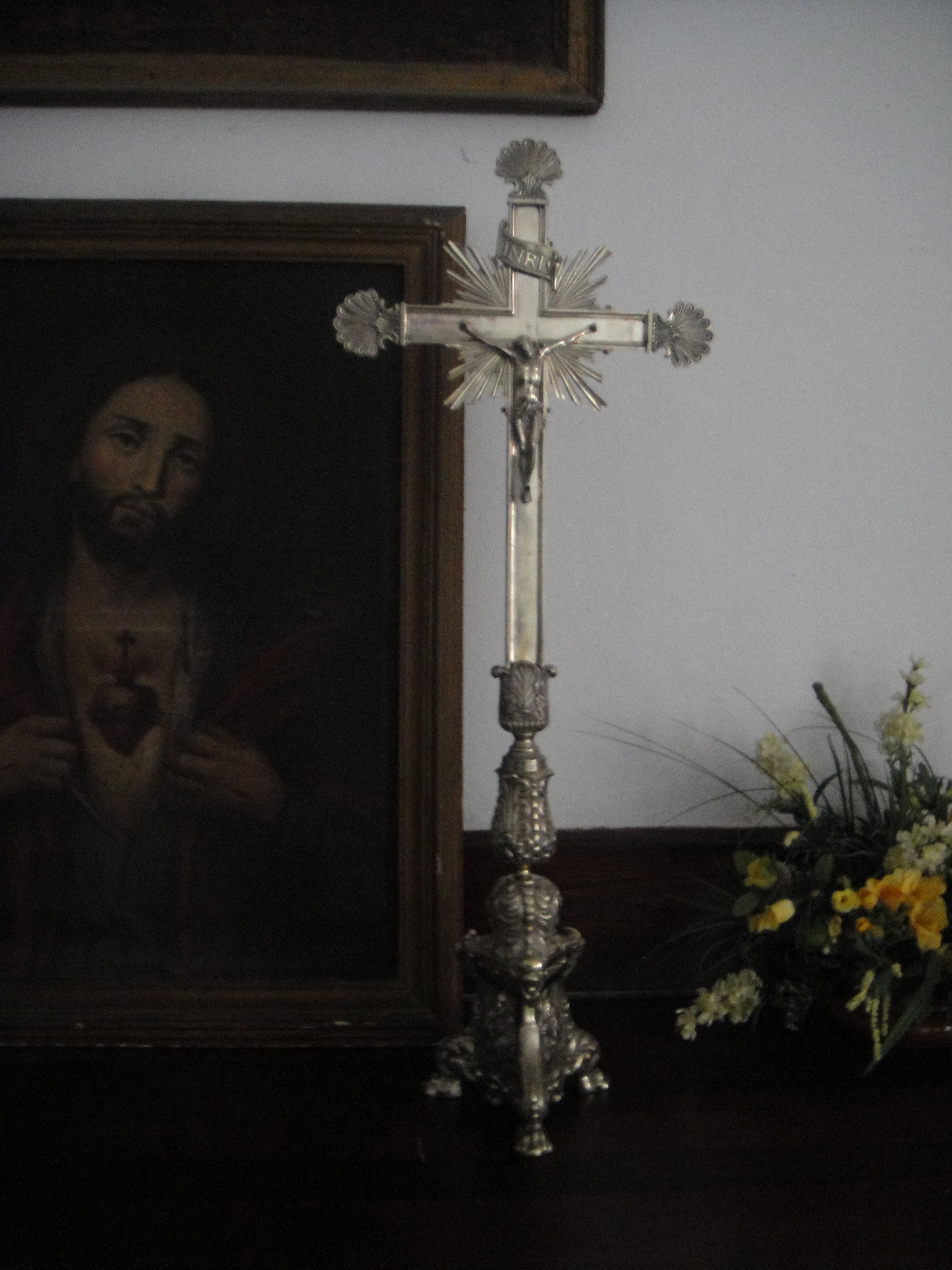
Cruz de altar de plata en la sacristía de la iglesia.

En las naves del templo hay tres óleos sobre lienzo de escaso mérito artístico, como señaló Rivera Mateos, que representan las siguientes escenas:
- Cristo atado a la columna (125 x 167 cm.). Data de la segunda mitad del siglo XVIII según Rivera Mateos,[15] o de la segunda mitad del siglo XVII según otros autores.[54]
- Cristo recogiendo su túnica tras haber sido azotado (105 x 160 cm.). Según Rivera Mateos data de la segunda mitad del siglo XVIII[15] y según otros autores de la segunda mitad del siglo XVII.[90]
- San Jerónimo de Estridón meditando sobre las Sagradas Escrituras (140 X 11 cm.). Fue realizado en el siglo XVIII.[15][54]

También hay tres esculturas en esta iglesia de la Edad Moderna:
- Busto de la Virgen Dolorosa. Es de madera tallada y policromada, data del siglo XVIII y mide 50 centímetros de altura, aunque los autores del Catálogo artístico mencionado anteriormente afirmaron en 1986 que se hallaba extremadamente deteriorado y falto de restauración.[49][49]
- San Juan Niño. Fue realizado también en el siglo XVIII en madera tallada y policromada, mide 70 centímetros de altura, y es de estilo «popular».[49]
- Crucifijo. Data de finales del siglo XVII, está realizado en madera tallada y policromada, y mide 25 centímetros de altura, aunque en la cruz se aprecian algunos restos de placas de hueso policromadas y con dibujos.[49]

### Sacristía

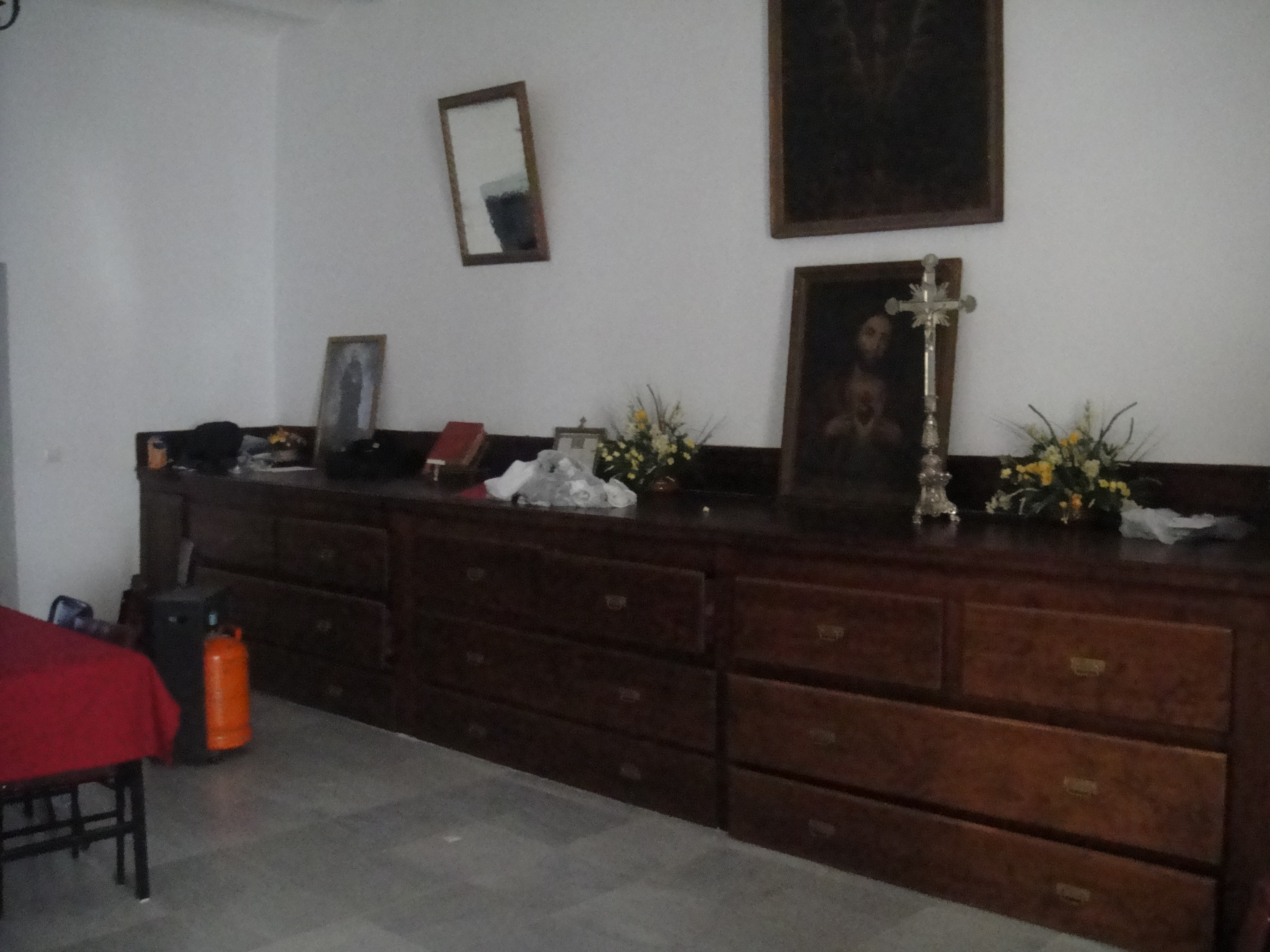
Cajonería de la sacristía de la iglesia.

Está situada por detrás de la capilla mayor de la iglesia y de las capillas de Nuestra Señora del Rosario y del Sagrario. En una de las paredes de la sacristía está colgado un relieve que debió ser realizado aproximadamente en el siglo XVI y en madera tallada y policromada. Mide un metro de altura y representa a San Joaquín y a Santa Ana ante la Puerta Dorada del Templo de Jerusalén. Según Manuel Gahete Jurado fue descubierto en la década de 1950 en el retablo mayor de la iglesia, donde se encontraba por detrás del sagrario, que en aquel entonces fue trasladado por el párroco Miguel Castillejo a la capilla del Sagrario,
Pero Rivera Mateos afirmó que lo descubrió Ramírez de Arellano en las atarazanas de este templo, que según este último fue realizado por el autor de las esculturas del retablo mayor de esta iglesia, y que tal vez hubiera formado parte de este último, aunque el propio Rivera Mateos eludió pronunciarse al respecto y solo afirmó que un ángel aparece volando sobre las cabezas de los personajes, y que este relieve muestra el instante milagroso en que fue concebida la Virgen María, por lo que coincide en parte con lo manifestado por los autores del Catálogo artístico antes mencionado, ya que estos aseguraron que tal vez procede de algún desaparecido retablo del siglo XVI.

### Coro
El coro de la iglesia está situado a los pies del templo, y en él destaca un órgano que, aunque está totalmente destrozado, tiene una caja adornada en estilo barroco de la segunda mitad del siglo XVIII. Y los autores del Catálogo artístico y monumental de la provincia de Córdoba, como ya advirtió Rivera Mateos, afirmaron que el órgano debió ser realizado poco después de 1736, ya que en esa fecha el obispo de Córdoba, Tomás Rasto, otorgó una licencia, que se conserva en el Archivo parroquial de Fuente Obejuna, para que:

Se saquen tres mil setecientos y un rs. y veinte y tres mars. que tiene de caudal el Ospital de la Corredera de dha. Va. Y que de los tres mil, ciento, y setenta y siete rs. q. tiene de caudal el Hospital de Nra. Sa. de Gracia de ella, se saquen solos dos mil rs. que dhas. dos partidas componen cinco mil setecientos y un rs. y veinte y tres mrs. los que se entregarán a D. Manuel Ruiz de Morales, Cura y Obrero de la Parroquial de dha. Va. para ayuda de costear el órgano que de nvo. Orden pretende hacer para dha. Yglesia. Cordova y Junio 18 de 1736 as. Dr. Do. Pedro de Salazar.